# プロレスアワー
『プロレスアワー』は、東京12チャンネル（現：テレビ東京）で放送されたプロレス中継番組である。1968年11月から中断期を挟んだ1972年9月まではWWWFなど海外の映像や女子プロレス団体、さらには最初期の新日本プロレスの試合などが放送され、1974年9月23日から1981年3月28日までは国際プロレスの試合を『ファイティングアワー』→『国際プロレスアワー』のタイトルで中継していた。

## 多団体放送時代
海外の過去のモノクロ試合映像に日本語の実況と解説を付け加えたプロレス番組として、1968年11月30日に放送開始。解説は田鶴浜弘が担当した。初回放送はルー・テーズVSアントニオ・ロッカのNWA世界ヘビー級王座戦とザ・デストロイヤーの素顔時代の試合が放送された。未来日だったバディ・ロジャースやホイッパー・ビリー・ワトソン、当時すでに故人となっていたゴージャス・ジョージなどの試合も放送され、視聴率では最高で15%を記録するなど人気番組となった。
1969年からは土曜17:00枠においても初回からの再放送を開始。1970年8月には「WWWF決戦シリーズ」として、マディソン・スクエア・ガーデンで行われたWWWFの定期戦（ブルーノ・サンマルチノ、イワン・コロフ、ペドロ・モラレス、ザ・モンゴルズなどが出場）を、フィルムを取り寄せた上でカラー放送した。WWWF定期戦の放送の仲介役はグレート東郷が務めた。
日本女子プロレス中継であった『女子プロレス中継 世界選手権シリーズ』終了後の1970年以降は女子の試合も扱うようになった。プロレスアワーとしては1971年6月に一時休止となり、その後は『びっくりスポーツ』枠での単発放送を経て、1972年4月に再開し半年間放送された。

### 初の新日本プロレス中継
1972年3月に旗揚げした新日本プロレスの最初の中継は東京12チャンネルが放送した。『プロレスアワー』終了後に1972年9月シリーズである「ニュー・ゴールデンシリーズ」を単発放送として2回放送し、1972年10月4日に蔵前国技館で行われたアントニオ猪木VSカール・ゴッチ戦を当日の22時30分から、10月10日に大阪府立体育館で行われた猪木VSゴッチ戦を11月6日の20時から、それぞれ1時間枠で録画中継した。これにより猪木の試合中継が、単発放送ながらも1971年12月の日本プロレス除名以来、10か月ぶりに復活した。実況は後に『国際プロレスアワー』や『世界のプロレス』を担当した杉浦滋男、解説は後に『ワールドプロレスリング』（テレビ朝日）の解説を担当した桜井康雄がそれぞれ務めた。視聴率は蔵前大会が8.8%、大阪大会が11.9%であった。
藤波辰爾は東京12チャンネルによる単発中継について「テレビの力、メディアの力っていうのは大きい」「リング上にある感情、人間臭さ、泥臭さというものは日本人の心に突き刺さるものであり、それを伝える意味でも東京12チャンネルによる中継開始は大きかった」と述懐している。
なお、当時『NET日本プロレスリング中継』で日本プロレスの試合を放送していたNET（後のテレビ朝日）は、東京12チャンネルの単発放送以前から、日本プロレスの幹部らに極秘裏で猪木と当時日本プロレス所属だった坂口征二との間で新日本プロレスのレギュラー放送に関する協議を開始しており、以降の新日本の試合中継はNETが、1973年4月6日から『NET日本プロレスリング中継』を打ち切って『ワールドプロレスリング』に再改題した上でレギュラー放送を開始している。

## 国際プロレス中継時代

### 前史
国際プロレスの試合中継は、TBSにおいて1968年1月3日から『TWWAプロレス中継』として放送されてきた。同番組は、当初は日本テレビ『日本プロレス中継』同様に生中継で放送していたが、1968年4月24日に予定していた生中継が中止となったため、同日に同年1月8日に鹿児島県体育館で行われたグレート草津VSルー・テーズを代替で放送して以降は録画中継がメインとなった。さらに、1970年10月8日に大阪府立体育館で開催された日本初の金網デスマッチとなったラッシャー木村VSドクター・デス戦を10月14日に録画中継したところ、局内で放送の是非が問題視されたため、TBSは（たとえ大会のメインイベントであっても）金網デスマッチを今後放送しない方針を取り、放送カードに関する自主規制をかけることになった。
しかし、プロモーターの要請で草津やストロング小林など木村以外の主力レスラーも後に金網デスマッチを行うようになり、さらには彼らの海外遠征も重なって、主力選手の試合やタイトルマッチが放送されない週が発生することになった。これらに加え、1971年に発生したニクソン・ショックも重なって、『TWWAプロレス中継』はスポンサー料減少に伴う放送時間短縮、ゴールデンタイム撤退、ネット局の減少、生中継終了、土曜午後へ移動するなど迷走を続け、TBSは小林の国際時代最後のシリーズとなった「'74パイオニア・シリーズ」を以って番組収録を取りやめ（最終収録は1974年1月28日開催の岩手県営体育館大会で、3月16日と30日に録画中継）、そして1974年3月30日をもって6年3か月続いた『TWWAプロレス中継』を打ち切った。
当時のプロレス団体は、日本女子プロレスが東京12チャンネルにおける中継打ち切りから2年で、かつての国際プロレスのライバル団体であった日本プロレスがNETにおける『NET日本プロレスリング中継』打ち切りからわずか3週でそれぞれ崩壊した様に、テレビ中継の有無で団体の存続が左右されていた時代で、テレビのレギュラー中継とそれに伴う放映権料を初めて失った国際プロレスは、『TWWAプロレス中継』終了4日前である1974年3月26日に開幕した「'74チャレンジ・シリーズ」から全日本プロレスとの協調路線を本格化させ、「'74チャレンジ・シリーズ」にはジャイアント馬場、大熊元司、高千穂明久、サムソン・クツワダが開幕戦の宮城県スポーツセンター大会から4月10日開催の島根県出雲市体育館大会まで参戦した（当初は4月11日開催の大阪府立体育館まで参戦する予定であったが、当日に交通ゼネストが実施されたため大阪大会が中止となり、出雲大会までの参戦となった）。4月13日に開幕した全日本プロレス「第2回チャンピオン・カーニバル」には、アニマル浜口とスネーク奄美が4月23日開催の香川県小豆島土庄東沼特設リング大会から5月9日開催の北海道室蘭市体育館大会まで参戦した。同時に吉原功代表が、『TWWAプロレス中継』のプロデューサーであった森忠大に相談を持ち掛け、森は早大での恩師である大軒順三日本経済新聞社会長に、日経の関連会社である東京12チャンネル（現：テレビ東京）による早期のテレビ中継再開を嘆願し、大軒の仲介で吉原と早大レスリング部仲間である白石剛達東京12チャンネル運動部長（後のテレビ東京専務）との間で、テレビ中継再開に関する協議が行われることになった。
一方の新日本プロレス社長の猪木は、東京プロレス時代の国際プロレスとの合同興行における収益の配分を巡る軋轢以降、吉原との関係は冷え切っていた。吉原も、猪木が日本プロレスを除名された直後に「レスラーとしての猪木の実力は高く評価するが、人間としての猪木はまったく信用できない。絶対にウチのリングに上げることはない」と発言しており、猪木も国際と全日本の協調路線に異論を唱えていたことから、新日本と国際の関係は悪化の一途をたどっていた。新日本プロレスは、猪木自身が吉原への報復と言わんばかりに、新日本旗揚げ時から国際プロレス潰しを明言していた。『ワールドプロレスリング』の高視聴率も相まって、1974年2月1日開催の「'74パイオニア・シリーズ」札幌中島スポーツセンター大会（テレビ未収録）の2日後である2月3日に「'74新春黄金シリーズ」札幌中島スポーツセンター大会（2月15日に録画中継）を開催して興行戦争を仕掛け、小林を国際から引き抜いた。さらに『TWWAプロレス中継』時代から国際の地盤であった東北地方（特に『ワールドプロレスリング』と日本テレビ『全日本プロレス中継』をテレビ岩手とミヤギテレビにてゴールデンタイムで放送していた岩手県と宮城県）と草津の地元である熊本県を抱える九州地方、『TWWAプロレス中継』がカラー放送化されて以降、広島県と山口県で行われた国際プロレスの興行の中継を行わず、かつ『ワールドプロレスリング』を広島ホームテレビとテレビ山口にてゴールデンタイムで放送していた広島県と山口県で行われていた試合を積極的に実況中継するなど、国際プロレスを劣勢に追い込む手段を取り始めていた。『TWWAプロレス中継』終了後、新日本プロレス自体も小林の正式入団後は、ジョニー・パワーズやタイガー・ジェット・シン以外にも、ブッキング権がバーン・ガニアからWWWFのビンス・マクマホン・シニアに移行したアンドレ・ザ・ジャイアント（「'74パイオニア・シリーズ」放送期間中である2月22日に開幕した「'74ビッグ・ファイト・シリーズ」より参戦）などの大物外国人を招聘したことも相まって、『ワールドプロレスリング』が遅れネットで放送されていた地域を中心に観客数が増えていた。

### 単発放送で再開
当初白石は、TBSで打ち切られた国際プロレス中継を引き受けることに否定的であった。放送開始の付帯条件として、白石は女子プロレスの試合も放送すべく、吉原に「女子部」の新設を要請。そして吉原の東京12チャンネルに対するテレビ中継再開の願いは通り、東京12チャンネルは『月曜スポーツスペシャル』（月曜20:00 - 20:56）枠での国際プロレスの試合の単発放送を実施することを決定した。小林が返上したIWA世界ヘビー級王座決定戦も番組で放送することも決定したと同時に、国際プロレスは男女混合団体となり、小畑千代をはじめ女子レスラーの試合も中継されることになった。
単発中継は『月曜スポーツスペシャル』枠において、1974年6月から7月にかけて3回放送された。単発中継開始と同時に、国際プロレスのパンフレット自体もA4判にリニューアルされた（「'74ダイナマイト・シリーズ」ではビル・ロビンソン、「'74ビッグ・サマー・シリーズ」では特別参加したアンドレが表紙に登場した）。また、当時の東京12チャンネルは、ゴールデンタイムで視聴率が6%を超える番組は存在しておらず、月曜20時台の番組も2～3％台の番組が連発していた。月曜20時台には強力な裏番組（『TWWAプロレス中継』の放映局であったTBSの『ナショナル劇場』〈放送時点では『水戸黄門 第5部』を放送〉と日本テレビ『NTV紅白歌のベストテン』）が控えており、白石は「視聴率が3%台の場合はレギュラー放送を断念するしかない」と吉原に通告した。初回の6月3日放送分では「'74ダイナマイト・シリーズ」第13戦の後楽園ホール大会におけるロビンソンVS木村のIWA世界ヘビー級王座決定戦が生中継されており、国際プロレスの実況生中継としては、『TWWAプロレス中継』にて1972年6月25日に放送された「'72ビッグ・サマー・シリーズ」開幕戦の足立区体育館大会以来、2年ぶりとなった。視聴率は6.4%で、東京12チャンネルは、レギュラー放送開始へゴーサインを出した。
2回目の7月1日放送分は、6月25日に行われた「'74ビッグ・サマー・シリーズ」開幕戦の後楽園大会における草津&マイティ井上VSアンドレ&イワン・バルコフ（ダニー・バビッチ）、3回目の7月29日放送分は、同月5日に行われた「'74ビッグ・サマー・シリーズ」第5戦の鹿児島県鹿屋市体育館大会における木村VSザ・キラーの金網チェーン・デスマッチと井上VSホースト・ホフマンが、それぞれ録画中継された。

### レギュラー放送開始 - 月曜20時台時代
1974年7月8日に高田馬場にあった国際プロレス事務所にて、吉原と白石が記者会見を行い、レギュラー中継を同年9月23日から開始することを発表した。会見で両者は、「9月23日に特番で放送し、10月からレギュラー中継を開始する。1年契約とし、状況により契約を更新する」「視聴率は10%台に乗せたいところだが、当面は8%台を目指す」などと会見した。レギュラー放送開始に関しては、東京12チャンネルの大株主である日本経済新聞社が仲介人を務めた。東京12チャンネルが国際プロレスに支出する放映権料は、『TWWAプロレス中継』末期よりも減額された。
1974年9月23日から月曜20:00 - 20:56枠において、『ファイティング・アワー』のタイトルで国際プロレスのレギュラー放送が半年ぶりに復活した。放送時間を月曜20時台に設定した理由は、読売ジャイアンツ主管試合が月曜のプロ野球中継で放送されないため、かつて『NETワールドプロレスリング』が放送されていた時間帯である月曜20時台に設定した。当日の新聞に掲載されたキャッチコピーは「スーパースター日本初上陸! 女子プロレスも再びテレビに…」であった。初回は9月15日に開幕した「'74スーパー・ワイド・シリーズ」第7戦日大講堂大会の実況生中継で、メインイベントは木村&草津VSスーパースター・ビリー・グラハム&バロン・フォン・ラシクのIWA世界タッグ王座戦。当日の視聴率は5.6%であった。同時に国際プロレスは、この大会をもって、使用料が全日本プロレスよりも高額とされた日大講堂から撤退した（『全日本プロレス中継』を放映していた日本テレビは、日本大学との間で包括使用契約を締結していたため、全日本プロレスは国際プロレスや新日本プロレスよりも、日大講堂を安価に使用できた）。初回放送から2週間後の10月7日からは『国際プロレスアワー』に改題され（改題初回は「'74スーパー・ワイド・シリーズ」開幕戦後楽園大会の録画中継の2週目）、放送時間が月曜20:00 - 20:55に1分短縮された。
放送開始にあたって東京12チャンネルは、女子部設立の他にも、もう一つの条件として、最終週は『KO（ノックアウト）ボクシング』放送のため、国際プロレスの中継は休止されることになっていた。また、選手別のテーマ曲導入（初の選手別テーマ曲はビリー・グラハムに与えられた『ジーザス・クライスト・スーパースター』）などの新機軸を盛り込み、同時にIWA世界ヘビー級王座とIWA世界タッグ王座の両ベルトも新調した。また、『TWWAプロレス中継』時代には吉原のみで行っていた解説者も、『全日本プロレス中継』や『ワールドプロレスリング』同様に外部から登用した。女子の試合の解説は『女子プロレス中継 世界選手権シリーズ』の解説を担当していた小島貞二が務めたが、メインの解説を担当した門馬忠雄は東京12チャンネルから解説の依頼があった際、当初東京12チャンネルに対して「放送中にビールを飲んでもいいなら引き受ける」と返答し、当時在籍していた東京スポーツからは社の方針として「女子の試合は解説するな」と言われたという。一方で、桜井康雄が『ワールドプロレスリング』の解説を担当していた新日本プロレス、山田隆が『全日本プロレス中継』の解説を担当していた全日本プロレスとは異なり、東京スポーツによる国際プロレスの扱いは『TWWAプロレス中継』時代から良くなかった。吉原との関係も良好ではなく、東京スポーツが国際プロレスの売り興行を主催したり、シリーズの後援を行ったりすることはほとんどなかった。門馬は男女混合団体となった時点で「この団体はやばいな」と感じていたという。
基本的な放送形態は『TWWAプロレス中継』時代から変わらず、各シリーズから数戦をセレクトし、録画中継を行うというスタイルだったため、『全日本プロレス中継』や『ワールドプロレスリング』とは異なり、実況生中継はごく稀であった。『TWWAプロレス中継』同様に、開催順に放送されなかったり、シリーズ開幕戦や最終戦が未放送となったりする場合もあった。極端な場合、初期の『NETワールドプロレスリング』同様、前後シリーズを交互に放送したこともあった。国際プロレスは次期シリーズとの間隔が1か月から1か月半の場合が多く（特に「新春パイオニア・シリーズ」、4月シリーズ、「ビッグ・サマー・シリーズ」、年内最終シリーズをそれぞれ1月、5月、7月、11月で切り上げることが多かった）、そのため、多い時で1シリーズで7〜10大会の実況中継を行っていた他、同一大会を2〜3週に分けて放送することも多かった。また、国際プロレスのサーキットに中継スタッフも2〜4戦連続で帯同し、収録を行った場合もあった。これらにより、収録が半月から1か月間行われなかったシリーズもあった。
ネット局や放送地域もほぼ全国をカバーしていた『全日本プロレス中継』や『ワールドプロレスリング』よりも少なく、関東地方以外のネット局も一部のフジテレビ系列局や、一部のTBS系列局、一部の独立局にとどまり、一方で日本テレビ系列局（一部クロスネット局除く）やテレビ朝日系列局では放送されなかった。そのため大部分の地域において、国際プロレスの選手を観るには『全日本プロレス中継』や『ワールドプロレスリング』に国際所属のレスラーが出場した試合を視聴するしかなかった。当時の東京12チャンネルは関東地方をすべてカバーしておらず、関東地方でも視聴不可の地域があった。愛知県と大阪府の2府県では、キー局系列局ではなく、隣接する府県に所在する独立局での放送となったために放送されず（当時の愛知県と大阪府における東京12チャンネル番組の放送はキー局系列局での放送が前提だった）、この2府県では隣接する府県の局を受信した上で本番組を視聴するしかなかった。さらに大阪府では本番組を視聴するには一部の地域を除いて独立局受信用UHFアンテナを取り付ける必要があった（愛知県は中京テレビがUHFで開局したためアンテナの問題はなかった）。兵庫県でも、サンテレビにおける放送が1975年3月に一時打ち切られたため、サンテレビにおける本番組の放送を再開した1978年10月まで視聴できなかった。
『TWWAプロレス中継』時代に興行成績で国際プロレスが日本プロレスよりも上回っていた岩手県と宮城県の2県では本番組は放送されなかった他、佐賀県以外にTBS系列局が所在していた九州地方でも、放送した局はテレビ西日本とテレビ長崎の2局にとどまった。同時に、岩手・宮城両県並びに九州地方における国際プロレスの興行自体も、後発2団体（テレビ岩手、ミヤギテレビ、福岡放送、九州地方に所在するTBS系列局（長崎放送、熊本放送、宮崎放送、南日本放送）、テレビ大分→大分放送で『全日本プロレス中継』を放送していた全日本プロレス、テレビ岩手とミヤギテレビ→東日本放送、九州朝日放送、長崎放送、大分放送、テレビ熊本、テレビ宮崎、鹿児島テレビで『ワールドプロレスリング』を放送していた新日本プロレス）に興行成績で下回るようになっていく。各県に日本テレビ系列局が所在し、当時TBS系列局がテレビ高知のみであった四国地方でも、旗揚げシリーズである「オープニング・シリーズ」で初興行を行って以降地盤を固め、かつ四国地方で行われていた興行を『ワールドプロレスリング』で実況中継していた新日本プロレス、日本テレビ系列局が所在し、西日本放送、四国放送、南海放送、高知放送で『全日本プロレス中継』を放送していた全日本プロレスの前には人気面ではかなわず、四国地方における興行も、年1〜3回のみ行われた他、1974年、1977年、1980年は四国地方における興行は行われなかった。
レギュラー放送再開後も、系列局24局を抱えていたTBSという後ろ盾を失い、放映権料の減額などによる資金難に加えて、人材難の国際プロレスにはストロング小林離脱後のエース格となり得る選手がおらず、「'74スーパー・ワイド・シリーズ」のパンフレットで吉原は、「IWA世界ヘビー級王座の挑戦者の人選は、実力本位でのぞもうと考えている」と述べていた。そうした状況下、井上がビリー・グラハムの保持するIWA世界ヘビー級王座への挑戦権を獲得し、3度目の挑戦となった1974年10月7日の埼玉県越谷市民体育館（後の越谷市立第1体育館）大会（11月4日に録画中継）でグラハムを破りIWA世界ヘビー級王者となった。しかし、1975年4月10日の「'75ダイナマイト・シリーズ」足立区体育館大会でマッドドッグ・バションに敗れて王座転落（5月12日・5月19日に録画中継、井上VSバションは1週目に放送）。その後、バションを破り新王者となった木村が団体崩壊まで国際のエースを務めることになる。越谷市民体育館は、1980年まで後楽園と共に主要中継会場として機能することになる。さらに1974年11月20日開催の「'74ワールド・チャンピオン・シリーズ」蔵前国技館大会（11月25日に録画中継、メインはガニアVSロビンソンのAWA世界ヘビー級王座戦）では枡席に空席が目立ち（開催の記者発表が前シリーズ最終戦後の10月11日であり、2週録りの録画中継を行っていた番組内では、オンタイムの興行PRが不可能だったことによる。主催者発表では4500人だったが、実数は2000人以下であった）、中継をよく見せるべく2階席の観客を枡席に誘導したため、正規の金額で枡席のチケットを購入していた観客が抗議する事態となった。外国人招聘ルートもコストカットのため、1975年2月にアメリカのメジャー団体AWAとの関係を解消し、同年3月以降は大剛鉄之助を招聘窓口としたカナダのルート（NWAの主要マーケットだったトロント地区ではなく、マイナーなテリトリーにすぎなかったバンクーバー、カルガリー、モントリオール、マリタイムズ）などに変更した。大剛は当初はTVマッチのマッチメイクも任されていたが、日本陣営が大剛によるマッチメイクに不満を示したため、田中元和ディレクターが担当するようになった。
レギュラー放送開始から1977年の「'77新春パイオニア・シリーズ」までは、全国各地で生中継や収録を行っていた『TWWAプロレス中継』時代とは異なり、1974年12月16日・12月23日放送の「'74ワールド・チャンピオン・シリーズ」大阪府立体育館大会（11月21日開催で録画中継）以外、すべて関東地方や山梨県で行われた大会のみで生中継や番組収録を行っていた。そのため、「第6回IWAワールド・シリーズ」までは関東地方以外で開催された選手権試合は、前述の大阪大会における井上VSガニアのIWAおよびAWA世界ヘビー級王座のダブル・タイトルマッチと木村&草津VSレイ・スティーブンス&ニック・ボックウィンクルのIWAおよびAWA世界タッグ王座のダブル・タイトルマッチのみが放送された。当時の東京12チャンネルは、日経主導による経営再建を行っている最中であり、番組制作資金も限られていた。そのため、当初は2〜3週に分割した分割放送を行うことで番組製作費の削減を図った。この手法は、2週撮りを行っていた東京12チャンネルのキックボクシング中継の手法を取り入れた。1974年の平均視聴率は約6%であった。1975年と1976年、「'77新春パイオニア・シリーズ」は、ほとんどが分割放送で放送され、生中継や番組収録を行う会場も1シリーズにつき2〜3大会にとどまった。この東京12チャンネルによる中継方針は、放送地域の減少およびAWAからカナダへと変更された外国人招聘ルートの弱体化と合わせ、国際プロレスのマイナー化が進む遠因ともなった。
1975年7月7日に放送された「'75ビッグ・サマー・シリーズ」後楽園大会（6月29日開催）の1週目（木村VS井上のIWA世界ヘビー級王座戦などを放送）の視聴率が10.0%を記録し、放送開始から10ヶ月にして視聴率が初の10%台に乗った（2週目は8月11日に放送）。1975年10月6日に実況生中継された「'75ビッグ・ゴールデン・シリーズ」後楽園大会（メインは木村VSジプシー・ジョーのIWA世界ヘビー級王座戦）から、放送時間が月曜日20:00 - 20:54に更に1分短縮され、1980年9月までこの時間帯での放送が継続された。このシリーズで初来日したジョーは、崩壊まで国際プロレスの主力外国人選手として務めることになる。
1975年12月11日に行われた「力道山十三回忌追善特別大試合」は一部試合が本番組でも90分特番で放送され、草津VSホフマン、ドン・レオ・ジョナサンVSクツワダ、ヒロ・マツダVS井上のNWA世界ジュニアヘビー級王座戦、木村VSラシクの4試合が12月15日放送分で録画中継された。放送に関しては、日本テレビと馬場が国際プロレス所属選手VS全日本プロレス参戦外国人選手というカードを提供することを吉原に提案し、吉原と東京12チャンネルもこれを受け入れて実現したが、東京12チャンネルは馬場VS国際プロレス所属選手、木村VSアブドーラ・ザ・ブッチャー、草津&井上VSテキサス・アウトローズ（ディック・マードック&ダスティ・ローデス）などのカード提供を要望していたという。なお、1975年の放送は、休止が頻発していたため、36週の放送にとどまった。
1976年3月29日には「'76スーパー・ファイト・シリーズ」茨城県境町民体育館大会（3月13日開催で録画中継、寺西勇VS稲妻二郎のIWA世界ミッドヘビー級王座決定戦、草津&井上VSキラー・トーア・カマタ&カルロス・コロンのIWA世界タッグ王座戦）が国際プロレス単独興行では初めて90分スペシャルで放送された。1977年1月3日開催の「'77新春パイオニア・シリーズ」後楽園大会の生中継も90分スペシャルで放送された。
女子部は1976年3月に解散し（女子部の試合の放送は、同年4月12日の後楽園大会における小畑VS佐倉輝美のIWWA太平洋岸王座戦を4月19日に録画中継したのが最後となった）、同時期からボクシング中継による休止もほぼ無くなり、東京12チャンネルが要求した放送条件は事実上形骸化した（ただし、特別番組やプロボクシング中継の放送による休止はあった）。4月19日放送分は、番組最高視聴率となる11.7%を記録した。
「'76ビッグ・チャレンジ・シリーズ」では、前髪を金色に染めた「まだら狼」へと変身した上田馬之助が、1973年10月の全日本プロレス退団以来、日本テレビとの3年契約を満了して約2年半ぶりに国内の団体に参戦し、6月11日開催の茨城県古河市体育館大会（6月21日と28日に録画中継）にて、木村からIWA世界ヘビー級王座を奪取した（木村VS上田は1週目に放送、草津&井上VSリップ・タイラー&エディ・サリバンのIWA世界タッグ王座戦は2週目に放送）。解説を務めていた門馬は、日本プロレス時代に「眠狂四郎」や「トイレタイムの上田」などと呼ばれた地味な試合スタイルから凶悪ファイトに一転したことに、「上田、恐るべし」との印象を受けたという。
スーパー・アサシン、ザ・UFO、スウィート・ウィリアムスなどが参戦した「'76ビッグ・サマー・シリーズ」では、レン・シェリーが覆面レスラーのブラック・ロッキード（命名は吉原と菊池孝）に変身して登場した。中継自体は、7月4日開催の後楽園大会（7月5日・12日に録画中継）、翌7月5日開催の茨城県笠間市体育館大会（8月2日・8月9日に録画中継）、同年7月31日開催の越谷市民体育館大会（8月16日・8月23日・8月30日に録画中継）の3大会にとどまった（7月19日・26日は休止）。当時は東京スポーツのオーナーであった児玉誉士夫が関与したロッキード事件が世間を騒がしており、「'76ビッグ・サマー・シリーズ」のパンフレットのロッキードの欄には「日本人の感情を逆なでするような嫌味なリングネーム」と記載されていた。同年7月27日の宮城県中新田町大会（テレビ未収録、当日ロッキードはスーパー・アサシンと組んで木村&剛竜馬と対戦）当日に、元内閣総理大臣の田中角栄が逮捕されたが、ロッキード自体は中新田大会以降も出場を続け、越谷大会ではUFOと組んで草津&井上が保持するIWA世界タッグ王座に挑戦した（金網デスマッチで行われた木村VSアサシンのIWA世界ヘビー級王座戦は1週目に、草津&井上VSロッキード&UFOは2週目に放送）。門馬は、シリーズ中に東京スポーツの井上博社長の呼び出しを受け、「門馬君、ロッキードを何とかしろ! 東スポの紙面には一行も載せるな、抹殺しろ!」と厳命されるなど、シリーズ中の解説や取材も東京スポーツからの退社を考えるほど辛かったという。しかしながら、1976年の視聴率は7～10%台と、プロ野球中継によって放送時間が左右されていた『全日本プロレス中継』との差を2%に縮小するという健闘を見せた。
東京12チャンネルは1977年の「第6回IWAワールド・シリーズ」から中継の方針を転換。2〜3大会のみで実況生中継や番組収録を行った上で同一大会を2〜3週に分けた分割放送を行うスタイルから、複数の大会から実況生中継や番組収録を行った上で同一大会を1〜2週で放送するスタイルへ転換したと同時に、関東地方以外の地域で行われた大会でも本格的に生中継や番組収録が開始された。同年3月21日放送（3月15日開催）の愛知県豊橋市体育館大会（「第6回IWAワールド・シリーズ」公式戦のバションVSジョー、井上VS寺西、木村VSジャック・クレインボーンと「IWAワールド・タッグ・トーナメント」公式戦のサンダー杉山&剛VSビッグ・ジョン・クイン&クルト・フォン・ヘスの録画中継）は、前述の「'74ワールド・チャンピオン・シリーズ」大阪大会以来、2年3か月ぶりに関東地方以外で行われた大会の実況中継となった。後楽園で行われる興行に関しては、「第6回IWAワールド・シリーズ」に限らず、各シリーズにおいて後楽園大会の開催2週間前から、東京12チャンネルが番組内で抽選で後楽園で行われる興行の無料招待を行う告知を出していた（往復はがきで応募し、当選した場合は「ご招待」のスタンプを捺印した上で送付されていた）。最終戦である3月26日開催の蔵前国技館大会（4月4日と4月11日に録画中継。IWAワールド・タッグ・トーナメント優勝決定戦である浜口&寺西VSクイン&ヘスは1週目に放送、IWAワールド・シリーズ優勝決定戦である木村VSバションは2週目に放送）では、国際が後楽園大会の無料招待に応募した観客を対象に優待券を送付して観客動員に努め、8200人の観客を集めた。「第6回IWAワールド・シリーズ」蔵前大会は唯一の東京スポーツ主催興行となった。
1977年5月6日に行われた「1977ダイナマイト・シリーズ」静岡県浜松市体育館大会で行われた草津&浜口VSワイルド・アンガス&マスクド・インベーダー（プリティボーイ・アンソニー）のIWA世界タッグ王座戦（5月16日と23日に録画中継、草津&浜口VSアンガス&インベーダーは2週目に放送）は、前述の「'74ワールド・チャンピオン・シリーズ」大阪大会以来、2年5か月ぶりに関東地方以外で行われたタイトルマッチの実況中継となった。当初は1シリーズに付き1〜2回の割合で関東地方以外で行われた大会の中継を行い、その後その割合や地域を徐々に増やしていった。関東地方以外における収録が行われる大会に関しては、東京12チャンネルは当時系列局が1局もなかったため、所在する他系列局やクロステレビなどの番組制作会社が中継協力することもあった。
1977年6月21日に開幕した「'77ビッグ・チャレンジ・シリーズ」は、関東地方以外で行われた大会の中継が開始されて以降、最長の36戦で開催された。番組収録自体は、7月1日から7月3日まで行われた東京都日野市多摩健康増進センター大会（7月11日に録画中継）・栃木県宇都宮スポーツセンター大会（7月18日に録画中継）・栃木県烏山町民体育館大会（7月25日に録画中継）の3日連続収録以降、7月30日開催の札幌中島スポーツセンター大会（8月1日に録画中継）まで約4週間も間が開いた。同シリーズには、これが国際プロレスへの最後の出場となったカマタや初来日のワイルド・サモアンズ（アファ・アノアイ&シカ・アノアイ）などが参戦。さらに、「第6回IWAワールド・シリーズ」での処遇に不満を持ったジョーが木村のIWA世界ヘビー級王座および草津&浜口のIWA世界タッグ王座への挑戦権を要求。国際プロレスはこれを受け入れ、8月1日の宮城県古川市総合体育館大会から8月7日の後楽園大会までの7戦を追加日程として発表し、ジョーも古川大会から特別参戦した。東京12チャンネルも追加日程の内、同年8月4日開催の茨城県日立市池ノ川体育館大会（8月8日に録画中継、当日のメインは草津&浜口VSカマタ&ジョーのIWA世界タッグ王座戦）・8月5日開催の神奈川県大和市車体工業体育館大会（8月15日に録画中継）・8月7日開催の後楽園大会（8月22日と29日に録画中継、木村VSジョーのIWA世界ヘビー級王座戦は1週目に放送）の3戦を追加で収録した。このシリーズでは、名物レフェリーであった阿部脩が開催中に公示された参議院選挙全国区に出馬して落選。阿部はその責任を取って札幌大会をもって退団。古川大会以降のメインレフェリーは前溝隆男が務めた他、田中忠治も体調不良を理由にシリーズ終了と同時に引退した。
マスクド・グラップラーが外国人エース格を務めた「'77スーパー・ファイト・シリーズ」は、来日が予定されていたエリック・ザ・レッドに代わってアレックス・スミルノフが国際プロレスに初登場した。9月4日に開催された開幕戦の後楽園大会（9月5日に録画中継）で、グラップラーは「'75ビッグ・ゴールデン・シリーズ」以来の参戦となるザ・キラーと組んで木村&寺西と対戦したが、試合前にマスクを脱いで正体がカウボーイ・ボブ・エリスであることを明かし、翌5日開催の静岡県富士市民体育館での第2戦（9月19日に録画中継）以降は正式に素顔のエリスとして参戦した。9月7日開催の大阪府立体育館における第4戦（9月12日と26日に録画中継）では、「'75ビッグ・サマー・シリーズ」後楽園大会以来となる、木村VS井上の同門対決でのIWA世界ヘビー級選手権試合が実現した（木村VS井上は1週目に放送）。9月26日放送の大阪大会の録画中継の2週目の放送当日から、視聴率計測方式が放送翌週に発表されるオフライン方式から放送翌日に発表されるオンライン方式へ変更された。大阪大会の録画中継の2週目を境に大都市に所在する大会場からの中継は、札幌中島スポーツセンターと大阪府立体育館中心で行われることになったと同時に、川崎市体育館からの実況中継は本シリーズが最後となった（川崎大会は9月29日開催で10月24日に録画中継、メインは木村VSエリスのIWA世界ヘビー級王座戦）。
国際の選手が出場した全日本プロレスとの交流戦も『全日本プロレス中継』と並行して放送されたが、国際プロレスと東京12チャンネルにとっては、営業面のメリットなどの恩恵を受けることはなく、東京12チャンネルは全日本プロレスとの交流戦の中継には反対していた。1975年に開催された「オープン選手権」における草津VSザ・デストロイヤー（12月9日の九電記念体育館）と馬場VS木村（12月17日の千葉公園体育館）、1976年3月28日に蔵前国技館で行われた「ジャンボ鶴田試練の十番勝負」第2戦の木村VSジャンボ鶴田はそれぞれ日本テレビが放映権を持っていたため『全日本プロレス中継』で放送され、「オープン選手権」は本番組では一切放送されず、1976年3月28日の蔵前大会も、本番組で放送されたのは4月5日放送の寺西VSクツワダと草津&井上VSグレート小鹿&大熊元司（極道コンビ）のIWA世界タッグ王座およびアジアタッグ王座のダブル・タイトルマッチのみであった。1977年に開催された「全日本・国際全軍対抗戦」における本番組での放送においても、国際主催で11月30日に行われた静岡駿府会館大会（井上&浜口VSクツワダ&高千穂明久のアジアタッグ王座戦）のみ12月5日に放送された（当日は1977年11月29日にBIG BOXで行われた原進のプロレス転向記者会見も放送された）。1977年12月10日開催の全日本プロレス「世界オープンタッグ選手権」宮城県スポーツセンター大会（『全日本プロレス中継』で実況生中継）を国際プロレス主催興行としたが、宮城県スポーツセンターで行われた国際の自主興行は1977年と翌1978年は開催されず、盛岡市における興行も1976年は開催されなかった。岩手県と宮城県での興行も、1978年以降は「世界オープンタッグ選手権」仙台大会で木村&草津が馬場&鶴田に敗れたことにより、人気がさらに低下して観客動員に苦戦することとなった。東京23区においても、1978年には大田区体育館と蔵前国技館から撤退を余儀なくされた（後述）。浜松市でも興行を打つ会場を浜松市体育館から浜松スケートセンターへ切り替えた他、後述のように興行から撤退する県庁所在地が続出するなど、他の地域でも同様の傾向がみられるようになる。この時期の国際プロレスは、全日本との対抗戦による特別収入で食いつなぐことになり、1977年頃から選手に対する給与の遅配が本格化することになる。放送する週も、1977年の50週をピークに、1978年からは減少に転じた。1977年は視聴率が10%を超える週はなかった。
1978年1月2日には、同日に開催された全日本プロレス「'78新春ジャイアント・シリーズ」後楽園大会で行われた井上&浜口VS小鹿&大熊（極道コンビ）のアジアタッグ王座戦を、当日に録画中継した（試合開始が13:00であったため）。全日本プロレス「'78新春ジャイアント・シリーズ」と同日に開幕し、セーラー・ホワイトやサモアンズなどが参戦した「'78新春パイオニア・シリーズ」では、開幕戦である埼玉県幸手町大会は、全日本後楽園大会の録画中継を行った関係でテレビ中継から外され、1月4日開催の第2戦埼玉県深谷市民体育館大会（1月9日に録画中継）からの放送となった。サモアンズが1月5日開催の大阪府立体育館大会（1月16日と23日に録画中継）にて草津&浜口からIWA世界タッグ王座を奪取したが（草津&浜口VSサモアンズは1週目に放送）、リターンマッチが行われた同年1月20日開催の大田区体育館大会は、テレビ中継から外されたと同時に、国際プロレスはこの大会をもって大田区体育館から撤退した。正月三が日における放送も、1978年が最後となった。メインレフェリーを務めていた前溝はこのシリーズをもって退団した。この時期から、同年1月22日開催の栃木県壬生町体育館大会（2月13日に録画中継）のように（宇都宮市における興行は前述の「'77ビッグ・チャレンジ・シリーズ」をもって撤退していた）、県庁所在地における興行から撤退した上で、県庁所在地に隣接する市町村で興行を行うケースが目立ち始める。
1978年2月18日から22日にかけて、全日本、国際、金一道場による対抗戦である「全軍激突戦」を開催。本番組では、2月18日に蔵前国技館大会で行われた井上&浜口VS梁承揮&呉大均のアジアタッグ王座戦と草津&寺西VS高千穂明久&天龍源一郎を2月20日に録画中継した他、2月22日開催の岐阜市民センター大会で行われ、大木金太郎&キム・ドクが保持するインターナショナル・タッグ王座に木村&草津が挑戦した。大木&ドクVS木村&草津のインターナショナル・タッグ王座戦と小鹿&大熊（極道コンビ）VS井上&浜口のアジアタッグ王座戦は2月27日に録画中継した（3月6日は休止）。なお、蔵前大会で行われた馬場VS木村と大木&ドクVS鶴田&ロッキー羽田は当日『全日本プロレス中継』で生中継された。3月13日に録画中継された「'78ビッグ・チャレンジ・シリーズ」（2月26日開催）後楽園大会では、馬場VS木村の判定を巡り、木村が杉浦、磯辺建臣、菊池とともにテレビ中継にて「アンフェアな判定だ」「馬場・鶴田と完全決着だ」と猛アピールを行った。馬場VS木村を境に、国際と東京12チャンネルとの関係は悪化の一途を辿ることになる。
人気が低迷し番組の視聴率も落ち込んでいた国際プロレスと東京12チャンネルは「'78ビッグ・チャレンジ・シリーズ」以降、積極的な巻き返し策に出る。キラー・ブルックスが参戦した「'78ビッグ・チャレンジ・シリーズ」では、第2戦の後楽園大会当日である1978年2月26日に、ボディビル「元ミスター日本」の遠藤光男が特別レフェリーとして入団し、ミスター珍もレフェリーを務めるようになった。遠藤は、テレビ中継終了までメインレフェリーを務めることになる。「'78スーパー・ファイト・シリーズ」では、木村が保持するIWA世界ヘビー級王座の挑戦権を賭け、井上とジョーが4月11日開催の群馬県高崎市体育館大会（4月17日と24日に録画中継、井上VSジョーは1週目に放送）と4月27日開催の岡山県津山総合体育館大会（5月8日と15日に録画中継、井上VSジョーは1週目に放送）で対戦し、津山大会で井上が勝利して木村への挑戦権を獲得。5月1日開催の富士市民体育館大会（5月22日に録画中継）にて、「'77スーパー・ファイト・シリーズ」大阪大会以来となる、木村VS井上の同門対決が再度実現した。このシリーズでは、前年に入団した原の特集が番組内で放送されるようになった一方で、剛はこのシリーズをもって国際プロレスを退団した（剛自身は1978年以降はテレビ中継に登場しなくなり、「'78スーパー・ファイト・シリーズ」でも、4月18日開催の長崎県島原市体育館大会<テレビ未収録>から5月3日開催の最終戦千葉県君津駅前大会<テレビ未収録>まで欠場していた）。
「'78ビッグ・サマー・シリーズ」では、1978年6月29日に大阪府立体育館にて行われた原のデビュー戦である寺西戦を1978年7月17日に録画中継した。7月18日には『TWWAプロレス中継』最終収録地となった岩手県営体育館大会（当日のメインは草津&浜口VSスミルノフ&ミスター・ヒトのIWA世界タッグ王座戦）を収録し、7月24日に録画中継した。翌7月19日には秋田県立体育館大会（メインは金網デスマッチで行われた木村VSザ・カサバブのIWA世界ヘビー級王座戦）を収録し、8月21日に録画中継した。盛岡大会は『TWWAプロレス中継』最終回以来、4年4か月ぶりに東北地方で行われた大会における国際プロレスの実況中継となった他、秋田大会は、『TWWAプロレス中継』にて1971年9月29日に放送された「'71ダイナマイト・シリーズ」鳥取県米子市体育館大会（9月16日開催）以来、6年11か月ぶりにTBS系列局が所在しない地域で行われた大会における実況中継となった。シリーズ終了直後の同年8月7日と14日には、唯一の国際の海外遠征中継として、韓国ソウル遠征が録画中継され（7月28日開催の奨忠体育館大会は8月7日に、大木VS稲妻のインターナショナル・ヘビー級王座戦と木村VS梁のIWA世界ヘビー級王座戦が行われた8月2日開催のソウル文化体育館大会は8月14日に、それぞれ録画中継された）、大木VS稲妻はノーカットで放送された他、奨忠体育館の館内紹介も放送された。
「'78ダイナマイト・シリーズ」では、オックス・ベーカーが「'71ダイナマイト・シリーズ」以来7年ぶりに国際プロレスに登場。9月12日の埼玉県深谷市市民体育館大会（9月18日と25日に録画中継）から特別参戦し、木村と後述の「デスマッチ3番勝負」を行った（同シリーズには、後にAWAやWWFなどのメジャー団体で活躍するデビッド・シュルツが初来日しており、シリーズの準エース格としてベーカーのパートナーを務め、パンフレットの表紙にも登場した）。1978年11月には最後の全日本との対抗戦シリーズである「日本リーグ争覇戦」を開催、大物日系人レスラーのプロフェッサー・タナカとディーン・ホーも招聘したが、都内の大会場における国際プロレス主催興行の中継は、1978年11月27日放送の「日本リーグ争覇戦」蔵前大会の録画中継（11月25日開催、準々決勝の木村VSキム・ドクと井上VS鶴田を放送）をもって打ち切られたと同時に、国際プロレスは蔵前国技館から撤退した。なお、「日本リーグ争覇戦」蔵前大会は、国際プロレス主催興行にもかかわらず、『全日本プロレス中継』にて実況生中継され（当日は井上VS鶴田の他にも、11月3日開催の「'78ジャイアント・シリーズ」後楽園大会で行われたバトルロイヤルの録画中継、当日のセミファイナルである石川敬士&ミスター・サクラダVSタナカ&ホー〈途中で放送終了〉を放送）、井上VS鶴田の本番組における放送は、日本テレビが東京12チャンネルに対し、試合中継における放送時間を3分以内に制限するなどの要請によりダイジェストによる放送となった。放送に関しては、木村、草津、寺西、菊池が解説しながら12分間放送した。また、前述の「'74ワールド・チャンピオン・シリーズ」同様、2階席の観客を枡席に誘導したため、正規の金額で枡席のチケットを購入していた観客が抗議する事態となった（2階席を閉鎖して開催した場合、使用料は安価で済んだとされる）。「日本リーグ争覇戦」蔵前大会には、新日本からストロング小林（当日はヒトと対戦）と小林邦昭（当日は寺西と対戦）も参戦したが、両者の試合は未放送となった。1979年以降における東京23区内でのビッグマッチは、足立区体育館（「'75ダイナマイト・シリーズ」をもって撤退）、大田区体育館（「'78新春パイオニア・シリーズ」をもって撤退）、蔵前国技館から撤退したため、完全に後楽園のみで行われることになった。この時期から、国際と東京12チャンネルとの間で意見の相違が目立ち始め、東京12チャンネルは本番組打ち切りをちらつかせるようになる。
救世主として阿修羅・原が本格デビューした「'79新春パイオニア・シリーズ」は、『TWWAプロレス中継』時代の最終シリーズとなった「'74パイオニア・シリーズ」以来5年ぶりに九州サーキットからシリーズを開始。他団体との交流も全日本プロレスから新日本プロレスにシフトした。新日本へのシフトの背景には、早大レスリング部で吉原の1年先輩にあたる永里高平テレビ朝日運動部長が、一時期新日本へ出向していたことも関係していた。しかし、新日本との交流は、後に国際に悪い結果をもたらすことになる。菊池は後に、新日本との交流を「新日本が国際に対して見せ金を使い、新日本に引き寄せておいて、最終的には国際を崩壊に追いやるシナリオ」と語っている。大会場の中継は、シリーズ前半の九州サーキットで行われた1979年1月6日の第2戦九電記念体育館大会（1月8日に録画中継）と1月8日の第4戦大分県立荷揚町体育館大会（1月15日に録画中継、当日のメインは草津&浜口VSスミルノフ&ジ・アトミックのIWA世界タッグ王座戦）以降、道府県庁所在地や政令指定都市のみとなった。新日本主催興行における国際所属選手出場試合も『ワールドプロレスリング』と並行して放送されたが、1979年2月23日に行われた「'79ビッグ・ファイト・シリーズ」千葉公園体育館大会における星野勘太郎&山本小鉄（ヤマハ・ブラザーズ）VS井上&浜口のIWA世界タッグ王座戦は2月26日に録画中継された。なお、『ワールドプロレスリング』における「'79ビッグ・ファイト・シリーズ」千葉大会の放送は実況生中継され、猪木&坂口VS上田&マサ斎藤と藤波VSシンが放送された。1月29日は浜松市体育館で行われたベツリオ・ゴンザレスVS大熊正二のWBC世界フライ級王座戦の実況生中継のため休止となった。この時期から本番組は特別番組の他にも、東京12チャンネルが放映権を獲得した大熊の王座戦の実況中継（後述）による休止も発生することになる。
ジョン・トロスが国際プロレスに初参戦し、サモアンズが「'78新春パイオニア・シリーズ」以来の3度目の参戦を果たした「'79スーパー・ファイト・シリーズ」では、1979年3月4日に愛知県豊明市福祉体育館大会で行われた日本陣営によるタッグ対決の木村&草津VS井上&浜口を3月19日に録画中継。サモアンズは井上&浜口が保持するIWA世界タッグ王座に、3月6日の岐阜市民センター大会と3月24日の境町民体育館大会で2度挑戦し、岐阜大会は3月12日、境大会は3月26日にそれぞれ録画中継された。3月29日には東京マリン大ホール大会を開催したが、同大会はテレビ中継から外された。同年4月7日に『全日本プロレス中継』が土曜20時台から土曜17:30 - 18:24枠へ移動したのに伴い、同年4月2日以降にゴールデンタイムで放送されるプロレス中継は本番組（1979年4月2日放送分は同年3月26日開催の福島県原町市体育館大会の録画中継で、当日のメインは木村VSトロスのIWA世界ヘビー級王座戦）と『ワールドプロレスリング』の2番組となった。
東京12チャンネル開局15周年記念大会として開催された「'79ビッグ・チャレンジ・シリーズ」は、予算を通常よりも増額し、常連外国人のジョーやブルックス、初来日のビッグ・ダディ・リッターが開幕戦から参戦。特別参加選手では「'74スーパー・ワイド・シリーズ」以来5年ぶりの国際プロレス登場となるビリー・グラハムが4月16日の岩手県営体育館大会（テレビ未収録）から4月22日の石川県加賀市ユニー加賀店屋上特設リング大会（テレビ未収録）まで、WWU世界ジュニアヘビー級王者のミレ・ツルノが新日本のブッキングで5月5日の埼玉県大宮スケートセンター大会（テレビ未収録）から5月9日のシリーズ最終戦静岡県焼津スケートセンター大会（6月11日に録画中継、メインは木村VSブルックスのIWA世界ヘビー級王座戦）まで、トレーナー格のチャールズ・ベレッツと共に参戦した。また、ビリー・グラハムのシングルマッチは4月18日開催の長野県鼎町民体育館大会から4月21日開催の富山県高岡市民体育館大会までの4日連続で収録され、鼎大会と4月20日開催の富山市体育館大会および高岡大会を4月23日から5月7日までの3週連続で放送し、4月19日開催の長野市民体育館大会を6月18日に録画中継した。高岡大会の視聴率は10.7%と、予算増額の効果が現れることになった。試合前に行われていたアームレスリング対決も、5月21日に録画中継された後楽園大会（5月6日開催、当日は井上&浜口VSジョー&ブルックスのIWA世界タッグ王座戦とツルノVS原のWWU世界ジュニアヘビー級王座戦を放送）と長野大会の録画中継で放送した。このシリーズでは上田が久々に国際に登場し、斎藤も上田のパートナーとして、開幕戦から4月24日開催の新潟県長岡市厚生会館大会（テレビ未収録）まで参戦した。1979年は、前述のビリー・グラハムの特別参戦の他にも、後述のアンドレ、ヘイスタック・カルホーン、テーズ、ボックウィンクル、ガニアの特別参戦に合わせて4日連続で実況生中継や番組収録を行っていた日程もあった。
この時期になると、地元のプロモーターが国際から興行権を購入して主催する売り興行が大幅に減少し、興行を行う市町村を選別して国際が自ら主催する手打ち興行が増えていた。町村部の商工会に興行の協力を依頼しても、「近いうちに他団体（新日本プロレス、全日本プロレス）が来る予定であるから、来る時期をずらしてくれ」と言われたこともあったという。さらに、動員を見込める外国人選手が少なかったことなどからチケットの販売でも苦戦し、国際の興行から1か月以内に同一会場で行われた他団体（新日本プロレス、全日本プロレス、全日本女子プロレス）の興行よりもチケットが売れない興行（ビリー・グラハムが特別参戦した前述の「'79ビッグ・チャレンジ・シリーズ」盛岡大会、長野大会、富山大会など）が目立ち始め、興行によっては、当時ビューティ・ペア（ジャッキー佐藤、マキ上田）の全盛期であった全日本女子プロレスよりもチケットが売れないケースもあった他、チケットの代金も回収不可能となったケースもあったという。なお、岩手県営体育館では、新日本プロレスが1979年3月28日に「'79ビッグ・ファイト・シリーズ」（藤波辰巳VS斎藤のみ4月13日に録画中継）を開催。全日本プロレスも「第7回チャンピオン・カーニバル」において、同年3月26日に長野市民体育館大会を、同年3月29日に富山市体育館大会をそれぞれ開催した。長野大会の観客数は、全日本プロレスの4200人に対して、国際プロレスは2300人に終わった。
全25戦で行われた「'79ビッグ・サマー・シリーズ」では、東京12チャンネルが放映権料などの予算を通常よりも増額し、前半にベーカーが行ったデスマッチの4週連続放送（後述）を、後半には北海道中川町における木村の凱旋興行を行った（中川町立中川中学校体育館で7月17日に開催し、7月23日に録画中継）。外国人選手は新日本プロレスのブッキングでアンドレとカルホーンが中川大会から特別参戦し（アンドレは7月21日開催の新潟県村上市体育館大会（8月20日と27日に録画中継）まで参戦）、カルガリーのルートからはダイナマイト・キッドが初来日した（7月19日開催の北海道木古内町公民館大会〈7月30日と9月3日に録画中継〉から参戦）。また、アンドレの試合を中川大会から村上大会までの4日連続で、カルホーンとキッドの試合を木古内大会から村上大会までの3日連続でそれぞれ収録した（カルホーンの試合は中川大会と7月20日開催の秋田県大館市体育館大会〈8月6日に録画中継〉はテレビ未収録、8月13日は休止）。一方で、シリーズ前半が東京サミットと重なったため、ザ・モンゴリアンズのマネージャーとして来日したパーシー・プリングル3世が厳戒態勢が敷かれていた成田空港で不審人物として入国審査に引っかかり、彼の身分照会を受けた国際プロレスが成田入国管理事務所に6月21日開催の開幕戦水戸市民体育館大会（6月25日に録画中継）から6月29日開催の第7戦宮崎県都城市体育館大会（テレビ未収録）までの日程並びに宿泊先を提出させられる一幕もあった。本シリーズでは、スミルノフが7月21日開催の新潟県村上市体育館大会（8月20日と27日に録画中継、木村VSスミルノフは1週目に放送）において、木村からIWA世界ヘビー級王座を奪取したが、7月25日に静岡県三島市体育館で行われたリターンマッチはテレビ中継から外された。さらにキッド初来日直後の同年8月に、新日本プロレスのカルガリー遠征で行われた藤波辰巳VSキッドのWWFジュニアヘビー級王座戦が同年10月17日に『水曜スペシャル』で放送された『ワールドプロレスリング』の90分特番で放送され、キッドの人気が高まったこともあり、ネット局数や放送地域数、放送形態で国際と新日本の人気の差が露呈されたばかりか、国際の外国人選手招聘ルートの一つだったカルガリールートを失った。
全25戦で開催された「'79ダイナマイト・シリーズ」では、1979年9月13日開催の第3戦愛知県体育館大会（9月17日に録画中継、メインは井上&浜口VSケリー・ツインズのIWA世界タッグ王座戦）と翌9月14日開催の第4戦池袋スケートセンター大会（9月24日に録画中継）の2日連続収録を行い、後に初代ブラック・タイガーとなるマーク・ロコが新日本のブッキングで9月16日の福岡県中間市大会（テレビ未収録）から参戦し、9月22日開催の第10戦広島県上下町大会（テレビ未収録）から10月6日開催のシリーズ最終戦静岡県沼津市体育館大会（10月22日・29日に録画中継）まで休養日を設定せずに16連戦を行い、テーズとボックウィンクルが10月1日の福島県双葉町大会（テレビ未収録）から特別参戦した。本シリーズでは、9月17日開催の九電記念体育館大会と9月28日開催の川崎市体育館大会（メインは原VSロコのWWU世界ジュニアヘビー級王座戦）の2大会はテレビ中継から外され（10月4日に秋田市立体育館で行われた原VSロコの再戦は10月15日に録画中継された）、川崎大会の翌日である9月29日に開催された横浜文化体育館大会では番組収録を行ったが、実際に放送されたのは、10月3日開催の青森県黒石市スポーツセンター大会の録画中継の1週目（10月8日放送、木村VSジョー・ルダックのIWA世界ヘビー級王座戦と寺西VSテーズのエキシビション・マッチを放送）にダイジェストで放送された木村VS上田のIWA世界ヘビー級王座戦のみであった（本シリーズは、テーズとボックウィンクルの特別参戦に合わせて放送日程を設定した関係もある）。しかし、本シリーズ以降は状況がますます悪化。1979年10月からは、打開策として番組改編期に放送内容をタイトルマッチのみとした特番や放送時間を30分拡大した90分スペシャルを生中継で放送することとなり、初回放送として、1979年10月5日に後楽園で行われた3大タイトルマッチ（ネルソン・ロイヤルVS原のNWA世界ジュニアヘビー級王座戦、井上&浜口VS大木&上田のIWA世界タッグ王座戦、木村VSボックウィンクルのAWA・IWA両世界ヘビー級王座戦）を、裏番組である『ワールドプロレスリング』の時間帯である19:30〜20:54に実況生中継した（当日の『ワールドプロレスリング』は、23:20から録画中継され、放送カードは1979年10月2日の大阪府立体育館大会における、猪木VSシンと藤波VS剛のWWFジュニアヘビー級王座戦）。視聴率が10%越えを果たしたのも後楽園大会が最後となった。なお、本シリーズに参戦していたルダックは、3大タイトルマッチ当日は大木の代役で全日本プロレス横浜文化体育館大会に参戦している。レギュラー枠においても、ボックウィンクルの試合を、黒石大会から沼津大会まで4日連続で生中継や番組収録を行い、10月5日（前述の実況生中継）から10月22日（後述のルー・テーズ特集）まで4週連続で放送した他、1979年10月8日には前述の木村のIWA世界ヘビー級選手権防衛戦2本立て（9月29日に横浜文化体育館大会で行われた上田戦と黒石大会で行われたルダック戦）を、同年10月22日にはルー・テーズ特集をそれぞれ放送した。川崎市体育館における興行並びに横浜文化体育館からの中継も、本シリーズが最後となった。
1979年11月1日に全30戦の日程で開幕した「'79デビリッシュ・ファイト・シリーズ」では、11月7日に青森県弘前市民体育館大会で行われた稲妻VS鶴見五郎のヘアバンド・マッチを、後述の金網デスマッチで行われた原VSジョーのWWU世界ジュニアヘビー級王座戦とセットで11月12日に録画中継した。11月3日に越谷市民体育館大会を開催したが、越谷大会は本番組が開始して以降では初めてテレビ中継から外された。同シリーズではモンゴリアン・ストンパーが国際プロレスに初参戦し、ガニアも11月12日開催の第11戦新潟県小出町小出郷体育館大会（テレビ未収録）から11月16日開催の第15戦和歌山県立体育館大会（12月17日に録画中継）まで特別参戦した。開幕戦の茨城県高萩市民体育館大会（テレビ未収録）から11月10日開催の第10戦山形県上山市大会（テレビ未収録）まで10連戦を、11月12日開催の小出大会から11月20日開催の第19戦島根県広瀬町大会（テレビ未収録）まで8連戦を、11月24日開催の第21戦徳島県阿南市大会（テレビ未収録）から12月1日開催の第28戦群馬県藤岡市民体育館大会（テレビ未収録）まで7連戦を、それぞれ休養日なしで設定したが、最初の放送は11月5日放送（11月4日開催）の第4戦後楽園大会の録画中継となった。ガニアのシングルマッチは、11月13日の新潟県三条市厚生福祉会館大会から和歌山大会まで4日連続で収録しかつ11月19日から12月17日まで4週連続で放送した。「'79デビリッシュ・ファイト・シリーズ」和歌山大会は、大阪府立体育館以外における近畿地方で行われた国際プロレスの興行では初の実況中継となった。同一シリーズにおける後楽園の2回開催も、本シリーズが最後となった（本シリーズにおける後楽園での興行は、11月4日開催〈11月5日に録画中継〉と12月4日開催〈12月24日に録画中継、メインは木村VSストンパーのIWA世界ヘビー級王座戦〉）。本シリーズの視聴率も、後楽園大会と弘前大会は高視聴率であったものの、ガニアがIWA世界ヘビー級王座を奪取した三条大会と、翌週11月26日放送の長野県諏訪市諏訪湖スポーツセンター大会（11月14日開催、メインは金網タッグ・デスマッチで行われた井上&浜口VS上田&ヤス・フジイのIWA世界タッグ王座戦）は大きく視聴率を落とす結果となった。本シリーズでは、弘前大会における稲妻VS鶴見の試合形式などをめぐって吉原と田中ディレクターの間で対立が起きるなど、この時期から国際と東京12チャンネルとの関係は悪化の一途を辿ることになる。12月31日は『きらめく日本の歌声・年忘れ大行進』放送のため放送休止となった。
1977年以降は、東京23区内や大都市における興行に関しても変化が生じ、愛知県体育館における興行は1977年と1978年の2年連続で行われなかった。宮城県スポーツセンターにおける自主興行は1977年と1978年の2年連続で行われず、宮城県スポーツセンターで行われた興行自体も1979年7月9日開催の「'79ビッグ・サマー・シリーズ」（実況生中継）が最後となった。札幌中島スポーツセンターにおける興行も、1976年までは年2〜3回のペースで行われていたが、「'77ビッグ・チャレンジ・シリーズ」以降は年1回のみとなった。福岡市、川崎市体育館、福井市、秋田市における興行は「'79ダイナマイト・シリーズ」が最後となった。後楽園以外の東京23区内の会場における興行も、大田区体育館と蔵前国技館は前述の通り1978年をもって撤退した他、前述の「'79ダイナマイト・シリーズ」池袋大会が最後となり、「'79デビリッシュ・ファイト・シリーズ」以降における東京23区内の興行は後楽園のみで行われることになった。また、広島市では「'79スーパー・ファイト・シリーズ」以降興行自体が行われなくなった。なお、1979年は大阪府立体育館と札幌中島スポーツセンターでの興行は行われなかった。同時に国際プロレスは、人気低下やそれに伴う資金難から政令市や県庁所在地の大会場を押さえるのが困難な状況となっていき、1977年には津市（「'77新春パイオニア・シリーズ」をもって撤退）、宇都宮市（「'77ビッグ・チャレンジ・シリーズ」をもって撤退）、松江市（「'77スーパー・ファイト・シリーズ」をもって撤退）、静岡市（「全日本・国際全軍対抗戦」をもって撤退）から、1978年には宮崎市（「'78ダイナマイト・シリーズ」をもって撤退）、山形市、徳島市（2都市共「日本リーグ争覇戦」をもって撤退）から、1979年には仙台市、広島市、福岡市、川崎市、秋田市の他にも、長野市、富山市（2都市共「'79ビッグ・チャレンジ・シリーズ」をもって撤退）、水戸市、青森市（2都市共「'79ビッグ・サマー・シリーズ」をもって撤退）からそれぞれ撤退した他、1980年には後述のように興行自体のキャンセルが相次ぎ、「'80新春パイオニア・シリーズ」でも、甲信越地方3県（山梨県・長野県・新潟県）の県庁所在地における興行は、同年1月4日開催の開幕戦新潟市体育館大会（テレビ未収録）が最後となった他、大分県立荷揚町体育館における興行も、同年1月9日開催の第4戦（テレビ未収録）が最後となった。「'80ビッグ・サマー・シリーズ」でも、大津市、熊本市、京都市から撤退するなど、1977年以降は興行から撤退した政令市や県庁所在地が続出した。特に山形県、福島県、兵庫県、中国地方では、福島県は1978年以降における興行のほとんどが、浜通りや会津地方で行われ、中通りで行われた興行はごくわずかにとどまった他、兵庫県と中国地方でも、「'79デビリッシュ・ファイト・シリーズ」以降における興行のほとんどが、中国自動車道沿線の市町村、兵庫県但馬地方、鳥取県、島根県、山口県長北地方で行われ、主要都市を多く抱える山陽本線・呉線・国道2号沿線の市町村で行われた興行はごくわずかにとどまった。山形県でも、1980年以降における興行はすべて庄内地方で行われ、奥羽本線や国道13号沿線の市町村では全く興行が行われなくなった。高知・徳島両県における興行も、高知県は1976年11月29日開催の「'76勇猛シリーズ」中村市大会をもって、徳島県は「'79デビリッシュ・ファイト・シリーズ」阿南大会をもってそれぞれ撤退した。
「'78ビッグ・サマー・シリーズ」以降は参加予定外国人選手の直前での来日中止やシリーズ中での途中帰国が相次ぎ、「'78ビッグ・サマー・シリーズ」では来日が予定されていたランディ・ダルトンが不参加となり、ランディのパートナーだったジム・ダルトンは1978年6月24日の長野県飯山市大会（テレビ未収録）をもって4戦で帰国した。「'78ダイナマイト・シリーズ」では、リップ・タイラーが同年9月18日の宮崎県体育館大会（テレビ未収録）までの6戦で、キース・ハートも同年9月29日の秋田県仁賀保町大会（テレビ未収録）をもって10戦を残してそれぞれ途中帰国した。「'79ダイナマイト・シリーズ」および「'80ビッグ・チャレンジ・シリーズ」にはボビー・イートンの来日が予定されていたが2シリーズとも不参加となり、「'79デビリッシュ・ファイト・シリーズ」ではクラッシャー・ブラックウェルが来日中止となった。「'80新春パイオニア・シリーズ」では再来日が予定されていたキッドが開幕直前になって新日本へ移籍した。その後も「'80スーパー・ファイト・シリーズ」ではゴージャス・ジョージ・ジュニア、「'80ビッグ・チャレンジ・シリーズ」ではブルックス、「'80ビッグ・サマー・シリーズ」ではタンク・パットンとブロンド・ボンバーズ（ラリー・ラザン&ウェイン・ファリス）、「'80ダイナマイト・シリーズ」（第1次・第2次）ではストンパーとエドワード・カーペンティアがそれぞれ不参加となった。代役の外国人選手は、「'80スーパー・ファイト・シリーズ」ではジョージ・ジュニアの代役としてトム・スタントン、「'80ビッグ・チャレンジ・シリーズ」ではブルックスの代役としてマイク・ジョージ、イートンの代役としてダン・ジョンストン、「'80ビッグ・サマー・シリーズ」ではパットンの代役としてランディ・タイラー、ファリスの代役としてロッキー・ブリューワー、ラザンの代役として7月5日の第6戦島根県木次町民体育館大会（テレビ未収録）からジェイク・ロバーツ、「'80ダイナマイト・シリーズ」（第1次・第2次）ではストンパーの代役としてロン・バスがそれぞれ参戦したが、ランディ・ダルトン、ブラックウェル、キッドの代役は招聘されなかった。なお、リップ・タイラーは「'78ダイナマイト・シリーズ」、ブルックスは「'79ビッグ・チャレンジ・シリーズ」、ストンパーは「'80スーパー・ファイト・シリーズ」がそれぞれ最後の国際プロレス参戦となった。
1980年に入っても状況悪化の傾向にあることは変わらなかった。この時期から放送契約が半年単位に変更された。「'80新春パイオニア・シリーズ」では、国際に初参戦したキラー・カール・クラップがエース格を務め（副将格はジョー）、キッドもポスターやパンフレットに掲載されていたが（新日本プロレス「'80新春黄金シリーズ」のポスターやパンフレットにもキッドが掲載されていた）、前述の通りキッドは新日本に参戦したため、最終的に参加外国人選手は4人となった。後楽園ホールにおける興行も、本シリーズ以降は各シリーズとも1回のみ（シリーズ開幕戦もしくは第2戦に開催）となった。1月7日放送の後楽園ホール大会（1月5日開催）の録画中継当日の新聞のラテ欄には寺西VSキッドも掲載されていたが、後楽園大会当日の寺西の対戦相手はデビル紫に（寺西VS紫はテレビ未収録）、1月7日開催の大阪府立体育館大会（1月14日に録画中継）に行われた原のWWU世界ジュニアヘビー級王座戦の対戦相手はキッドからジョーに変更されるなど、本シリーズ全体のカード変更を余儀なくされた。1月14日に原の凱旋興行となった長崎国際体育館で行われた原VSジョーのWWU世界ジュニアヘビー級王座戦の再戦はテレビ中継から外された他、岡山武道館においても新日本に興行戦争を仕掛けられた（国際は1月16日開催でメインは原VSジョーの金網デスマッチ、新日本は1月25日開催で当日キッドはWWFジュニアヘビー級王座挑戦者決定戦においてスキップ・ヤングと対戦。いずれの興行もテレビ中継が行われ、国際は5日後の1月21日に録画中継、新日本は同日に実況生中継された）。さらには、同シリーズに初来日したケビン・ヒューズが、その不甲斐ないファイトぶりから「最弱外国人」と酷評され、ジョーに鉄拳制裁されるなど、招聘外国人選手の質がさらに下がり始める。また、1月5日に予定されていた新潟県五泉市体育館大会、1月24日に予定されていた岐阜県美濃加茂市体育館大会、1月27日に予定されていた静岡県掛川文化センターの3大会が中止となった。これにより、「'80新春パイオニア・シリーズ」の終盤における番組収録は、1月26日開催の静岡県磐田市体育館大会（1月28日に録画中継）、1月28日開催の愛知県蒲郡市民体育館大会（2月4日に録画中継、メインは木村VSクラップのIWA世界ヘビー級王座戦）、1月30日開催の埼玉県秩父市民体育館大会（2月11日に録画中継、メインは井上&浜口VSクラップ&ジョーのIWA世界タッグ王座戦）の3日連続収録となった（2月18日は休止）。美濃加茂大会は、チケットが40枚しか売れなかったため、営業担当が開催4日前である1月20日に、滋賀県水口町大会（テレビ未収録）で試合を行っていた草津に連絡し、草津が開催中止決定を下したという。
田中ディレクターは、前述の韓国遠征や3大タイトルマッチなど、インターナショナル・ヘビー級王者の大木が出場した試合の視聴率が高かったことを受け、大木の国際プロレス入団を計画し、視聴率アップを目論んでいた。大木は1980年2月に東京12チャンネルとの契約で入団した上で、東京12チャンネル側も大木を毎週テレビ中継に登場させるなどして立て直しを図るが、同時に大木入団の経緯を巡って、国際と東京12チャンネルとの関係がさらに悪化。さらに本番組開始から番組に携わってきた田中ディレクターが、「'80スーパー・ファイト・シリーズ」開幕戦である千葉県館山市民センター（2月23日に開催され、2月25日に録画中継）と翌2月24日開催の後楽園大会（3月3日に録画中継）の2日連続収録の直後である同年3月1日付をもって番組を勇退した（同年3月10日放送の鹿児島県体育館大会の録画中継（3月8日開催、メインは木村VSストンパーのIWA世界ヘビー級王座戦）から後述の4大タイトルマッチまでのカードは、すでに田中ディレクターが決定していた）。「'80スーパー・ファイト・シリーズ」では、国際としては初の沖縄サーキットを行い（沖縄サーキット自体はテレビ未収録）、ディック・ザ・ブルーザーが「'72ビッグ・ウインター・シリーズ」以来、同年3月15日の越谷市民体育館大会（3月17日に録画中継。この試合は大木の国際プロレス入団初戦で、当日ブルーザーはストンパーと組んで木村&大木と対戦）から国際に特別参戦した一方で、九州で行われた試合の収録は、越谷大会の録画中継の前週である鹿児島大会の録画中継をもって打ち切られた。同年3月21日に静岡県浜北市体育館大会（3月24日に録画中継）にて、大木VSブルーザーのインターナショナル・ヘビー級王座戦が開催される予定であったが、馬場からのクレームにより特別試合に変更された（セミは井上&浜口VSストンパー&スタントンのIWA世界タッグ王座戦）。
1980年3月31日には後楽園ホールで4大タイトルマッチ（木村VSパワーズのIWA世界ヘビー級王座戦、ボックウィンクルVS大木のAWA世界ヘビー級王座戦、浜口&井上VS木村健吾&永源遥のIWA世界タッグ王座戦、原VS剛のWWU世界ジュニアヘビー級王座戦）を90分特番で生中継したが、メインイベントの木村VSパワーズ戦は途中で放送が終了してしまう（他の3試合は放送尺内で放送することができた）。浜口はIWA世界タッグ王座戦において負傷したために、井上&浜口が保持していたIWA世界タッグ王座を返上することになった。1980年4月3日に行われた新日本蔵前大会における藤波VS原のWWFジュニアヘビー級王座戦も4月14日放送分で録画中継されたが、原はこの藤波戦以降スランプに陥ったため、以降のレギュラー中継にはまったく登場しなくなった。なお、藤波VS原は『ワールドプロレスリング』で4月11日に先行して録画中継された。同時に本番組における新日本の興行の中継は藤波VS原が最後となった。村山光一プロデューサーも4大タイトルマッチを以って勇退し、次期シリーズである「'80ビッグ・チャレンジ・シリーズ」以降は武居征生プロデューサーが本番組を担当することになった。
大木が本格参戦し、武居プロデューサーが初めて担当した「'80ビッグ・チャレンジ・シリーズ」では、当初参戦が発表されていた外国人選手4人の内、実際に参戦したのはルダックとキューバン・アサシンだけで（ルダックは1980年4月12日開催の開幕戦神奈川県秦野市大会〈テレビ未収録〉から、アサシンは4月21日開催の第6戦広島県庄原市大会〈テレビ未収録〉からそれぞれ参戦）、残る2人は前述のとおり参戦キャンセルとなったため、秦野大会からジョージとジョンストンが2人の代役として参戦したが、秦野大会から4月18日開催の第5戦大分県津久見市大会（テレビ未収録）までの5戦における外国人選手は、ルダック、ジョージ、ジョンストンの3人という陣容となってしまった。また、本シリーズ以降はレギュラー放送終了まで完全に開催順通りでの中継となった。このシリーズでは、4月13日開催の第2戦後楽園ホール大会（4月14日・4月21日に録画中継、4月14日放送分は途中で放送が終了した前述の木村VSパワーズのIWA世界ヘビー級王座戦も再放送された）、4月26日開催の第10戦茨城県土浦スポーツセンター大会（4月28日に録画中継）、4月28日開催の第11戦岩手県大船渡市体育館大会（5月5日・5月12日に録画中継）、4月30日開催の第13戦弘前市民体育館大会（5月19日に録画中継）、5月10日開催の第20戦青森県八戸市体育館大会（5月26日に録画中継）、5月11日開催の第21戦岩手県二戸市体育館大会（6月2日に録画中継）、5月15日開催の第22戦大宮スケートセンター大会（6月9日・6月23日に録画中継、メインは大木VSルダックのインターナショナル・ヘビー級王座戦〈日本プロレス「'73アイアン・クロー・シリーズ」以来、7年1か月ぶりの日本での防衛戦〉）の7大会を収録したが、分割放送を実施した後楽園大会・大船渡大会・大宮大会の3大会において、大木の試合を1週目に放送したり、青森県内で行われた番組収録で木村のIWA世界ヘビー級王座戦（弘前大会はルダック戦、八戸大会はジョージ戦）を開催したりするなどして立て直しを図ろうとしたが、分割放送自体は大宮大会が最後となった。同時に、草津の出場試合の中継も、6月23日放送の木村と組んでのジョージ&アサシン戦が最後となった。大宮大会におけるインターナショナル・ヘビー級王座戦は、大木が芳の里淳三に対して仲裁を要請し、馬場と日本テレビの了解を取り付けた上で実現した。八戸市体育館では、4月13日に全日本プロレス「第8回チャンピオン・カーニバル」が行われており、八戸大会の観客も全日本の4200人に対して、国際は2500人に終わった。同年6月19日に開幕した新日本プロレス「'80サマー・ファイト・シリーズ」（「'78ダイナマイト・シリーズ」を途中帰国したキース・ハートも参戦していた）第2戦大宮スケートセンター大会（6月20日開催）の実況生中継は、「'80ビッグ・チャレンジ・シリーズ」大宮大会の2週目の放送よりも先行して放送される格好となった。就職のため通訳兼外国人送迎補助のアルバイトを退職した後も国際プロレス関係者と交流を持っていた流智美は、同年5月に根本武彦営業部長から「仮払いが下りない」と聞かされた時点で、「国際プロレスの経営は危機的状況ではないか」と感じたという。
「'80ビッグ・サマー・シリーズ」では、当初は1980年6月28日の福島県大越町民体育館大会（6月30日に録画中継）から、7月25日の札幌中島スポーツセンター大会（8月25日に録画中継）までを第1次として、8月1日に岩手県西根町民体育館から全15戦の日程で行われる第2次の2部構成で行われる予定であったが、公式上は大越大会から札幌大会まで行われた第1次の日程のみとなった。シリーズ自体も前年より4戦削減され、当初参戦が発表されていた外国人選手5人の内、実際に参戦したのはジョーとスパイク・ヒューバーの2人だけで、残る3人は前述のとおり参戦キャンセルとなったため、ランディ・タイラーとブリューワーが大越大会から、ロバーツが前述の木次大会からそれぞれ3人の代役で参戦することになった。前述の「4大タイトルマッチ」で負傷したため「'80ビッグ・チャレンジ・シリーズ」全日程を欠場した浜口も本シリーズから復帰した。新日本プロレスのストロング小林と永源も、6月29日開催の後楽園大会（7月7日に録画中継）において、井上&寺西との間で浜口の負傷により返上したIWA世界タッグ王座決定戦を行うため、新日本プロレス「'80サマー・ファイト・シリーズ」の北海道サーキットの2戦（6月28日開催の釧路市厚生年金体育館大会、6月29日開催の北見市トレーニングセンター大会）を欠場した上で参戦した。小林自身は、1974年3月16日に『TWWAプロレス中継』にて録画中継された「'74パイオニア・シリーズ」盛岡大会（ペドロ・サムソン戦）以来、6年4か月ぶりに国際プロレス中継に再登場することになった。
しかし、同時期に開幕した新日本プロレス「'80サマー・ファイト・シリーズ」も、「'80ビッグ・サマー・シリーズ」同様に札幌中島スポーツセンター（国際は7月25日開催で8月25日に録画中継、新日本は7月2日開催で8月1日に録画中継）、旭川市体育館（国際は7月22日開催、新日本は7月3日開催、国際・新日本ともテレビ未収録）、熊本市水前寺体育館（国際は7月9日開催、新日本は7月18日開催、国際・新日本ともテレビ未収録）の3会場を押さえたため、国際は対策として、草津自ら熊本大会の営業を行った他、札幌大会において後述の金網デスマッチを行うことになった。国際プロレスと東京12チャンネルも、ランディ・タイラーとヒューバーの入場テーマ曲に、7月14日放送の第3戦大阪府立体育館大会（7月1日開催）の録画中継から本番組の直前番組となった『ぼくら野球探偵団』のオープニング・エンディング曲のカラオケバージョン（ランディ・タイラーはオープニングの「マジカル・アクション!!」、ヒューバーはエンディングの「アイム・ダンディ」）を与えるなどしてシリーズや番組自体のテコ入れを図った。また、大越大会の録画中継以降はレギュラー放送終了まで各大会とも1週のみでの放送となった他、民放が3局以下の地域でかつ、『全日本プロレス中継』や『ワールドプロレスリング』が遅れネットで放送されていた地域で行われた大会で行われていた生中継や番組収録も大越大会が最後となり、6月29日開催の第2戦後楽園大会以降は民放が4局以上の地域でかつ、『ワールドプロレスリング』が同時ネットで放送されていた地域で行われた大会のみで生中継や番組収録が行われた。本シリーズでは、放送日程全てを2〜3日の連続収録を行った上での録画中継で放送した。大越大会から大阪大会まで、最初の連続収録を行ったが、大越大会の録画中継当日の新聞のラテ欄にはニュー・ブロンド・ボンバーズ（ラザン&ブリューワー）も掲載されていたが、前述の通りラザンが来日中止となったため、大越大会自体のカードが変更された。後楽園大会では小林と永源は、井上&寺西との間で行われたIWA世界タッグ王座決定戦に勝利してベルトを奪取し、IWA世界タッグ王座は2度目の新日本への流出となった。移動日を1日挟んだ大阪大会では、大木VSジョーのインターナショナル・ヘビー級王座戦を開催したが、観客数は3500人という不入りに終わった。その後もロバーツの特別参戦も相まって、この状態のまま前半サーキットを乗り切ろうとした。だが、同年7月13日から15日まで行われた第11戦兵庫県八鹿町体育館大会（7月21日に録画中継、メインは木村VSランディ・タイラーのIWA世界ヘビー級王座戦）・第12戦京都正武館大会（8月4日に録画中継）・第13戦静岡県富士市民体育館大会（8月11日に録画中継、メインは小林&永源VS井上&浜口のIWA世界タッグ王座戦）の3日連続収録の直前の7月9日の第10戦熊本大会（テレビ未収録）にて草津が負傷したために、八鹿大会以降におけるマッチメイクがさらに苦慮することになる。新日本との交流戦の中継も富士大会をもって打ち切られた。シリーズ中盤から後半にかけては日程の一部変更も行われ、7月12日に予定されていた兵庫県氷上町公民館体育館大会が中止となった他、7月18日に予定されていた青森県営体育館大会も中止となり、青森大会の代替で翌7月19日に北海道岩内町大会（テレビ未収録）を開催した。北海道で行われた試合の収録も、7月24日開催の第20戦千歳市スポーツセンター大会（8月18日に録画中継）と翌7月25日開催のシリーズ最終戦札幌大会（8月25日に録画中継）の2日連続収録をもって、レギュラー放送におけるデスマッチ中継も札幌大会をもってそれぞれ打ち切られた。最終戦翌日である7月26日未明には、埼玉県大宮市にあった国際プロレス道場にタクシーが突っ込んで道場にあったプロパンガスが爆発して道場が全焼し、国際プロレスは自前の道場を失った。国際プロレスは、草津の離脱や道場の全焼によって求心力がますます低下していった。本シリーズから各大会とも1週のみでの放送となったことに伴い、八鹿大会の録画中継の翌週かつ国際プロレス道場が全焼した2日後の7月28日は蔵前国技館で行われた大熊正二VS金性俊のWBC世界フライ級王座戦の実況生中継のため、札幌大会の録画中継の翌週である9月1日・9月8日は特別番組放送のためそれぞれ休止となった。
「'80スーパー・ファイト・シリーズ」までTVマッチにおけるマッチメイクを任されていた田中ディレクターの抜けた穴は大きく、大木入団で視聴率が上昇するという田中元ディレクターの予想とは裏腹に、「'80ビッグ・チャレンジ・シリーズ」と「'80ビッグ・サマー・シリーズ」の7月放送分は視聴率が6%前後にまで落ち込み、8月の視聴率も5%を割ってしまった（当時の東京12チャンネルはゴールデンタイムの場合、番組存続に関わる最低ラインを視聴率7〜8%台とし、8%を超えた場合は高視聴率の部類に入れていた。同時期における『全日本プロレス中継』の視聴率合格ラインも東京12チャンネルのゴールデンタイムと同様の7～8%に設定していた）。さらに、この時期の東京12チャンネルにおける月曜ゴールデンタイムも、本番組に限らず、「'79スーパー・ファイト・シリーズ」原町大会以降における本番組の直前番組は不振が続いていた他、「'80スーパー・ファイト・シリーズ」浜北大会から直後番組となった『ミラクルガール』も途中打ち切りが決定するなど不振を極めていた。
「'80ビッグ・サマー・シリーズ」放送期間中には、10月から放送時間をかつて『全日本プロレス中継』が放送されていた土曜20:00 - 20:54枠へ変更することが決定した（金曜20時台には『ワールドプロレスリング』が放送されていた他、東京12チャンネルは、水曜20時台には視聴率が15%台を記録する事もあった『三波伸介の凸凹大学校』、木曜20時台には『所ジョージのドバドバ大爆弾』をそれぞれ放送していたため、平日の他の曜日への時間変更は不可能に等しかった）。しかし、土曜20時台には30%以上の視聴率を叩き出していたTBS『8時だョ!全員集合』と、『全日本プロレス中継』の放送時間変更後に視聴率が上昇したテレビ朝日『吉宗評判記 暴れん坊将軍』が控えており、視聴率における更なる苦戦を強いられるのは必至の情勢となった。この時期になると、東京12チャンネルはプロ野球中継（主にロッテオリオンズや日本ハムファイターズ主管試合）をゴールデンタイムで放送されるようになっていた。流は「本番組を『全日本プロレス中継』を放送時間変更に追い込んだ『全員集合』の裏番組にぶつける事は強気な計画だった」と語っている他、「視聴率がさらに悪化したら、東京12チャンネルのスポーツ中継は1981年からプロ野球中継に取って代わられるのではないか」と思ったという。これにより、本番組の直後枠は「'80ビッグ・サマー・シリーズ」京都大会以降、レギュラー放送終了まで時代劇（『月曜痛快時代劇』→『大江戸捜査網』）となった。
マッハ隼人が「'79デビリッシュ・ファイト・シリーズ」から国際プロレスに参戦し、大位山勝三が「'80新春パイオニア・シリーズ」で再デビューして鶴見との独立愚連隊を結成した一方で、この時期から日本陣営の選手不足も深刻化していた。スネーク奄美が「'80新春パイオニア・シリーズ」直後に脳挫傷で戦線を離脱し、紫が「'80ビッグ・チャレンジ・シリーズ」をもって引退してスタッフに転身、若松市政が「'80ビッグ・サマーシリーズ」をもってレスラーから営業職へ異動、草津が負傷により「'80ビッグ・サマー・シリーズ」八鹿大会以降は戦線離脱した他、本番組開始後にデビューした新人も原以外では、高杉正彦、菅原伸義、冬木弘道の3人にとどまった。この時期になると、メインレフェリーであった遠藤がレフェリングを行う会場は、テレビ中継を行う会場のみとなっていた。そのため、マンモス鈴木の他にも、高杉などの若手選手もテレビ中継が行われない会場でレフェリーを代行するようになった。九州サーキット自体も、「'80ビッグ・チャレンジ・シリーズ」以降は3大会を組むのがやっとの状態となり、「'80ビッグ・サマーシリーズ」熊本大会は鹿児島本線や国道3号沿線に所在する市町村では最後の興行となった。
原のスランプや草津の離脱、外国人選手の相次ぐ参戦キャンセルにより、1980年9月14日開幕の「'80ダイナマイト・シリーズ」以降の中継は、最終的にIWA世界ヘビー級王者の木村、インターナショナル・ヘビー級王者の大木、IWA世界タッグ王者の井上&浜口が支えざるを得なくなった。同時に草津が現場から外れて営業に専念し、以降のマッチメイクは吉原が考案した上で、木村が直接伝達する方式に変更され、地方巡業における前座のカードも木村が決定するようになった。また、「'80ダイナマイト・シリーズ」以降における中継は、1977年4月シリーズである「1977ダイナマイト・シリーズ」以来、本州（甲信越地方と北陸地方を除く）で行われた大会のみとなった。
開催が1980年秋の番組改編期に当たる「'80ダイナマイト・シリーズ」は第1次と第2次の2部構成で行われ（パンフレットは第1次・第2次共通だったが、ポスターは第1次と第2次に別途分けられていた）、「'72ダイナマイト・シリーズ」以来8年ぶりの国際プロレス参戦となったビル・ドロモ、後にミッドナイト・エクスプレスのオリジナル・メンバーとなるランディ・ローズとノーベル・オースチン、ストンパーの代役ロン&ドンのバス・ブラザーズがシリーズ全戦に参戦した他、スミルノフ、ザ・USSR（チャーリー・フルトン）、クインが第2次に特別参加するなど、当時の国際プロレスとしては多人数の外国人レスラーが招聘された。
しかし、一方の新日本プロレスは、当時大ブレイク中だったスタン・ハンセンを外国人エースとした「'80ブラディ・ファイト・シリーズ」を8月22日より開催し、WWFヘビー級王者のボブ・バックランドも特別参加で招聘した。次期シリーズの「'80闘魂シリーズ」ではシンをはじめ、ハルク・ホーガン、ポール・オーンドーフ、そしてNWAインターナショナル・ジュニアヘビー級王座の新旧王者だったチャボ・ゲレロとスティーブ・カーンなどが招聘された。全日本プロレスでは、8月21日に開幕した「'80第2次サマー・アクションシリーズ」においてNWA世界ヘビー級王者のハーリー・レイスが特別参加した他、ミル・マスカラス、ドス・カラス、オースチン・アイドルなどが招聘され、次期シリーズの「'80ジャイアント・シリーズ」にはブッチャーをはじめ、カマタ、ワフー・マクダニエル、ビッグ・ジョン・スタッド、さらには特別参加でテリー・ファンク、ロビンソン、マードックなどが参戦した。このうち、オーンドーフ、アイドル、スタッドは初来日の「まだ見ぬ強豪」として当時の注目を集めており、招聘外国人の話題性においても国際プロレスは他団体よりも劣勢に置かれていた。
月曜20時台最後のシリーズとなった「第1次ダイナマイト・シリーズ」は、番組収録が行われた開幕戦の後楽園ホール大会（9月15日に録画中継）と9月20日開催の第6戦静岡県焼津スケートセンター大会（9月22日に録画中継）以外、前半を東北地方のみ、焼津大会を挟んだ後半を九州地方のみでサーキットを組んだ。東北サーキット自体は、県庁所在地における興行は9月15日開催の「第1次ダイナマイト・シリーズ」第2戦岩手県営体育館大会（テレビ未収録）が最後となった他、秋田県内の国道13号沿線および青森県における興行も本シリーズが最後となった。九州サーキット自体も、本シリーズ以降は日豊本線や国道10号沿線の市町村を中心に興行が行われることになり、それ以外の市町村における興行はごくわずかにとどまった。第2次は土曜20時台での放送となり、近畿・中国・北陸中心でサーキットを組むことになった。
開始当初からの裏番組（『ナショナル劇場』〈「'80スーパー・ファイト・シリーズ」〜「'80ビッグ・サマー・シリーズ」時点では『江戸を斬るV』を放送〉と『NTV紅白歌のベストテン』）の影響による低視聴率に加え、「'79ダイナマイト・シリーズ」以降は国際プロレスが悪循環に陥ったことから、最終的に「'78ビッグ・チャレンジ・シリーズ」から続けてきた巻き返し策も功を奏しなかった。同年9月22日に放送された「第1次ダイナマイト・シリーズ」焼津大会の録画中継（大木VSドロモのインターナショナル・ヘビー級選手権試合と井上&浜口VSロン・バス&ローズを放送）をもって、6年間続いた月曜20時台の放送が終了した。

### デスマッチ中継
前述の鹿屋大会で行われた木村VSキラー（ベンジー・ラミレス）戦は、東京12チャンネルとしては初のデスマッチ中継となり、『TWWAプロレス中継』時代に封印されていた金網デスマッチの中継も3年10か月ぶりに復活した。東京12チャンネルは、新ジャンルの番組開拓に積極的であったため、デスマッチ中継開始に関しても異論はなかったという。金網デスマッチの中継に関しても基本的に録画中継で放送され、凶器攻撃や金網に乱打していた場合は「凄惨な場面ですので、放送をご容赦くださいませ」というテロップと観客席、またはフィラー映像を映し、そのシーンを映さない策が講じられた。映像カットは激しい流血を伴う凶器攻撃の最中だけで、攻撃が終了した後は、おびただしい流血になろうと中継をカットすることはなく通常の試合映像に戻っていた。また、『TWWAプロレス中継』時代同様に、番組収録が行われた会場では放送スケジュールや放送尺の関係上デスマッチを未収録とすることもあった他、番組収録が行われない会場でデスマッチを行ったこともあった。1976年までにおける木村がデスマッチで行ったIWA世界ヘビー級王座の防衛戦は、1976年7月28日開催の「'76ビッグ・サマー・シリーズ」千葉県銚子市体育館大会で行われた上田VS木村のリターンマッチ（金網デスマッチ）のように、関東地方の会場であってもテレビ未収録会場で行われることが多かった。1977年はデスマッチ中継は行われなかった。
『月曜スポーツスペシャル』枠で放送された木村VSキラー戦以降、約1年間はデスマッチ中継は放送されなかった。レギュラー放送におけるデスマッチ中継初回は、1975年8月4日放送の「'75ビッグ・チャレンジ・シリーズ」大宮スケートセンター大会（6月8日開催）における木村VSカマタの金網デスマッチの録画中継であった。この金網デスマッチは当初は予定されていなかったが、当日のメインイベントである木村&寺西VSカマタ&デューク・サベージ戦において、試合に敗れたカマタが木村を挑発し、木村が挑発に乗ったためメインイベントの後に急遽開催したという。また、放送当日の新聞のラテ欄にも木村VSカマタは記載されていなかった。
主要タイトルにおけるデスマッチ初放送は、IWA世界タッグ王座戦が1975年12月8日放送（12月2日開催）の「'75ビッグ・ウインター・シリーズ」横浜文化体育館大会におけるザ・コンバット（ピエール・マーチン&マイク・マーテル）VS井上&草津戦、IWA世界ヘビー級王座戦が前述の「'76ビッグ・サマー・シリーズ」越谷大会における木村VSスーパー・アサシン戦、WWU世界ジュニアヘビー級王座戦が前述の「'79デビリッシュ・ファイト・シリーズ」弘前大会における原VSジョー戦であった（いずれも金網デスマッチの録画中継、草津・井上はコンバット戦がデスマッチ初放送となった他、越谷大会は当初は木村VS上田の再戦が予定されていた）。木村・草津・井上以外の所属選手が行ったデスマッチ中継初回は、大位山が1978年5月1日放送（4月26日開催）の「'78スーパー・ファイト・シリーズ」岡山武道館大会におけるジョーとの金網デスマッチ、浜口が1979年6月11日放送（5月9日開催）の「'79ビッグ・チャレンジ・シリーズ」焼津スケートセンター大会におけるジョーとの金網デスマッチ、原が同年7月9日に実況生中継された「'79ビッグ・サマー・シリーズ」宮城県スポーツセンター大会におけるテキサス・アウトローとのチェーン・デスマッチであった。その後も金網デスマッチやチェーン・デスマッチなどの各種デスマッチは中継された。
1976年12月3日には「'76勇猛シリーズ」後楽園大会を開催し、後楽園ホール初の金網デスマッチとなった木村VSジョーのIWA世界ヘビー級王座戦を行い、その模様を12月6日に録画中継した（「'76勇猛シリーズ」後楽園大会は12月13日に2週目を放送）。国際プロレスはこれまで、1973年9月26日（『TWWAプロレス中継』にて10月6日に録画中継）から後楽園ホールの本格使用を開始して以降、「残酷すぎる」という理由で後楽園ではデスマッチを行っていなかった。後楽園初の金網デスマッチ開催に至った経緯は、シリーズ中に木村VSジョーによる「喧嘩三番勝負」と呼ばれる抗争を繰り広げており、同年10月24日開催の境町民体育館大会（11月8日と11月15日に録画中継、木村VSジョーは1週目に放送）と、同年11月1日開催の札幌中島スポーツセンター大会（テレビ未収録）で行われたIWA世界ヘビー級王座戦では両者リングアウトに終わり、札幌大会にて木村が「こうなったらジョーがリング外に逃げられない状況を作るしかない。金網デスマッチしかないだるう」とぶち上げた所、ジョーが「金網でも何でもやってやる」と応じたため実現したという。
「'78ダイナマイト・シリーズ」で行われた木村VSベーカーの「デスマッチ3番勝負」（1978年9月25日の高岡市民体育館における金網デスマッチ、10月4日の札幌中島スポーツセンターにおけるチェーン・デスマッチ、10月13日の茨城県常陸太田市民体育館におけるテキサス・デスマッチ）も1978年10月2日 - 10月23日に3週連続で放送されたと同時に（1978年10月9日は休止）、『TWWAプロレス中継』では放送されなかった木村VSベーカーのデスマッチ中継が初めて実現した。10月16日の札幌大会の録画中継当日の新聞のラテ欄には、ノンタイトル戦で行われたにもかかわらず、「IWA世界選手権 木村VSベーカー」と誤記されていた。1979年6月11日には前述の焼津大会を、浜口VSジョーの金網デスマッチの他にも、木村VSブルックスのIWA世界ヘビー級王座戦（途中からチェーン・デスマッチに変更）も放送し、デスマッチ中継では初の2本立てで録画中継した。「'78ダイナマイト・シリーズ」常陸太田大会は、1978年10月6日に全日本プロレス「'78ジャイアント・シリーズ」日立市池ノ川体育館大会を開催した影響で、チケットの販売では苦戦したという。
前述の「'79ビッグ・サマー・シリーズ」仙台大会では、原VSアウトローのチェーン・デスマッチの他にも、木村&草津VSスミルノフ&ベーカーの金網タッグ・デスマッチも実況生中継され、国際プロレス中継におけるデスマッチ中継では唯一の実況生中継となった。木村と草津が行ったデスマッチ中継はこの仙台大会が最後となり、以降のデスマッチ中継は井上・浜口・原の試合中心で放送された他、木村のデスマッチ自体もテレビ中継が行われない会場のみで行われた。このシリーズでは仙台大会の他にも、6月23日に後楽園ホールで行われた木村VSベーカーのチェーン・デスマッチも7月2日に、仙台大会の翌日の7月10日に宮城県涌谷町農村勤労福祉センターで行われた外国人選手同士では初のデスマッチであるスミルノフVSベーカーのチェーン・デスマッチ（IWA世界ヘビー級挑戦者決定戦）も7月16日に、7月17日に前述の中川大会で行われた原VSベーカーのチェーン・デスマッチも7月23日にそれぞれ録画中継され、4週連続でデスマッチが中継された。宮城県スポーツセンターにおける興行も、「'79ビッグ・サマー・シリーズ」が最後となった。
前述の岡山大会における大位山VSジョー戦は、『TWWAプロレス中継』時代の1974年1月26日・2月2日放送の「'74パイオニア・シリーズ」岡山武道館大会（1月12日開催）以来、4年3か月ぶりに中国地方で行われた大会における国際プロレスの実況中継となった他、前述の高岡大会における木村VSベーカー戦は初めて北陸地方で行われた大会における国際プロレスの実況中継となった。また、前述の仙台大会は、『TWWAプロレス中継』時代の1972年1月5日放送の「'72新春パイオニア・シリーズ」北九州市小倉区三萩野体育館大会（同年1月12日にも録画中継で放送）以来、7年半ぶりに東京23区以外の会場で行われた大会における国際プロレスの実況生中継となった。デスマッチの乱発は、国際プロレスの経営悪化の遠因ともなり、鶴見は1977年頃からデスマッチの乱発に不満を示すようになる。さらに、1978年頃から、国際プロレスはデスマッチでしか観客を呼べない状態に陥ってしまう。会場によっては、「デスマッチを行う場合は使用を拒否する」と通告されたこともあったという。
北海道の他にもデスマッチ中継をもって番組収録自体が打ち切られた地域があり、富山県で行われた試合の番組収録は、前述の「'79ビッグ・チャレンジ・シリーズ」高岡大会（メインは金網デスマッチで行われた木村VSビリー・グラハムのIWA世界ヘビー級王座戦）をもって、甲信越地方で行われた試合の番組収録は、前述の「'79デビリッシュ・ファイト・シリーズ」諏訪大会（メインは金網デスマッチで行われた井上&浜口VS上田&フジイのIWA世界タッグ王座戦）をもってそれぞれ打ち切られた。
レギュラー放送におけるデスマッチ中継は、前述の「'80ビッグ・サマー・シリーズ」札幌大会における井上&浜口VSヒューバー&ブリューワーのIWA世界タッグ王座戦（金網デスマッチ）の録画中継が最後となった。これに伴い、土曜20時台への放送時間変更後はデスマッチ中継は事実上封印された（後述）。レギュラー放送終了後の特番枠では1981年9月17日放送の「'81ビッグ・チャレンジ・シリーズ」後楽園大会（5月16日開催）におけるポール・エラリング&テリー・ラザンvs井上&原のIWA世界タッグ王座戦（金網デスマッチ）のみ放送された。
デスマッチ中継を行った回の視聴率は、村山プロデューサーが担当した前述の「'80新春パイオニア・シリーズ」岡山大会までは10%超えの週もあった。プロデューサーが武居に交代した後の2大会は、「'80ビッグ・サマー・シリーズ」札幌大会は前述の通り5%台にとどまった他、「'81ビッグ・チャレンジ・シリーズ」後楽園大会の視聴率は0.4%に終わっている。
最終的にデスマッチの生中継や番組収録が行われた大会は、北海道、青森県、宮城県、秋田県、茨城県、埼玉県、東京都、神奈川県、長野県、静岡県、富山県、岡山県、鹿児島県で行われた大会であった（詳細は下表参照。「'79ビッグ・サマー・シリーズ」仙台大会以外は全て録画中継）。岡山武道館と高岡市民体育館からの録画中継は、収録した2回ともデスマッチを放送している。
月曜20時台時代には、岩手県、福島県、栃木県、愛知県、岐阜県、大分県の6県で行われた一部のテレビ中継でも、「第6回IWAワールド・シリーズ」豊橋大会の浜口VSキューバン・アサシン2号、1977年4月18日開催の「1977ダイナマイト・シリーズ」栃木県小山ゆうえんち大会（4月25日に録画中継）の鶴見VSチン・リー、「'78ビッグ・サマー・シリーズ」盛岡大会の稲妻VSマスクド・アタッカー（ジョン・フォーリー）、「'79新春パイオニア・シリーズ」大分大会の井上VSキューバン・アサシン1号、「'79スーパー・ファイト・シリーズ」岐阜大会の草津VSジャック・クーガー、同シリーズ原町大会の鶴見VSクーガーの金網デスマッチがそれぞれ行われたものの、6試合とも未放送となった。
日本陣営では、主力選手の寺西、後に国際プロレス最後の金網デスマッチおよび最後のメインイベンターを務めた鶴見、日本陣営で活躍した稲妻、「'77ビッグ・チャレンジ・シリーズ」をもって国際プロレスを退団した田中は番組収録が行われた会場でデスマッチを行ったものの、デスマッチ中継には最後まで登場しなかった。『TWWAプロレス中継』の番組収録が行われた会場でデスマッチを行い、かつ本番組開始後も国際プロレスに参戦した外国人選手のうち、デスマッチ中継に登場したのはベーカーとキラーのみであった。ダニー・リンチが「'75新春パイオニア・シリーズ」で、バションが前述の「'75ダイナマイト・シリーズ」でそれぞれデスマッチを行ったが、2人が行ったデスマッチは関東地方以外の会場で行ったために放送されず（2人がデスマッチを行った1975年は前述の通り東京12チャンネルの方針で関東地方で行われた大会のみを中継していたため、大阪府立体育館で行われた最後の金網デスマッチとなった同年4月1日の木村VSバションと、バションが木村に敗れてIWA世界ヘビー級王座を転落した同年4月19日開催の「'75ダイナマイト・シリーズ」札幌中島スポーツセンター大会は、当然ながら未収録となった）、「'80スーパー・ファイト・シリーズ」に特別参戦したブルーザー、「'80ダイナマイト・シリーズ」に参戦したドロモはそれぞれデスマッチを行わなかった。

### 土曜20時台時代 - レギュラー放送終了
1980年10月4日より、番組は土曜20:00 - 20:54枠に移動。移動後の初回は9月28日に開幕した「第2次ダイナマイト・シリーズ」第6戦滋賀県近江八幡市立運動公園体育館大会の生中継で、浜口&井上VSスミルノフ&USSRのIWA世界タッグ選手権、大木VS上田のインターナショナル・ヘビー級選手権、木村VSクインのIWA世界ヘビー級選手権の3大タイトルマッチが、90分スペシャルで放送された（大木が日本プロレス時代から保持していたインターナショナル・ヘビー級王座はNWAの認定タイトルであったが、NWAに非加盟の国際プロレスで防衛戦が行われたことで全日本プロレスから抗議を受けたため、この近江八幡大会が日本における大木の最後の防衛戦となった）。視聴率も4.5%に終わり、以降の視聴率は3〜4%台で定着していく。
この時期から隼人をテレビ中継に登場させ、隼人の仲介でカルロス・プラタをブッカーにメキシコのEMLLからも選手を招聘してテコ入れを図るが、移動後はリングスポンサーであった富国石油の横幕に書かれていた「大躍進! 日本プロレス界のリーダーシップ」や「第2次ダイナマイト・シリーズ」のポスターに謳われていた「大躍進」とは裏腹に、土曜20時台時代の『全日本プロレス中継』同様、裏番組3番組（『8時だョ!全員集合』、『吉宗評判記 暴れん坊将軍』、10月25日放送の越谷市民体育館大会（10月11日開催、メインは木村VSロン・バスのIWA世界ヘビー級王座戦）の録画中継から裏番組となった日本テレビ『爆笑ヒット大進撃!!』）の影響で視聴率は改善されずに悪化の一途を辿り、最終的にフジテレビ『ピーマン白書』→『小さな追跡者』と視聴率で最下位を争うことになってしまった（近江八幡大会の視聴率は『ピーマン白書』を下回ったが、翌週の10月11日に録画中継された愛知県豊田市体育館大会（10月8日開催）の視聴率は『ピーマン白書』を上回った）。「'80ダイナマイト・シリーズ」（第1次・第2次）自体も前年よりも5戦削減され（第1次は全9戦、第2次は全11戦で開催）、「第1次ダイナマイト・シリーズ」最終戦に予定され、かつ同年9月26日に開催予定だった鹿児島県指宿市大会が中止となり（「第1次ダイナマイト・シリーズ」最終戦は9月25日に鹿児島県立体育館〈テレビ未収録〉で開催）、同年10月2日に開催予定だった「第2次ダイナマイト・シリーズ」山口県下関市体育館大会も中止となった。北陸地方の県庁所在地における興行も、近江八幡大会の翌日である10月5日開催の「第2次ダイナマイト・シリーズ」第7戦金沢市卯辰山相撲場特設リング大会（テレビ未収録）が最後となった。さらに同年10月18日は宮城県スポーツセンターで開催された大熊正二VS朴賛希のWBC世界フライ級王座戦の実況生中継のため放送休止となった（『ピーマン白書』は、「第2次ダイナマイト・シリーズ」豊田大会並びに大熊VS朴のWBC世界フライ級王座戦よりも視聴率が下回ったのを受けて、10月25日放送の越谷大会の録画中継の前日である10月24日に打ち切り決定）。放送日前日である金曜日に放送され、安定した視聴率を誇っていた『ワールドプロレスリング』や、本番組の2時間30分前に放送され、放送時間変更に伴いプロ野球中継に左右されなくなったために視聴率が上昇した『全日本プロレス中継』との視聴率の差は拡大する一方だった。また、本番組の低視聴率、「'80ビッグ・チャレンジ・シリーズ」八戸大会と「'80ビッグ・サマー・シリーズ」大阪大会の不入りなどにより、大木入団の効果を生かし切れていなかった。
1980年11月1日開幕の「'80デビリッシュ・ファイト・シリーズ」は、「第2次ダイナマイト・シリーズ」から継続参戦していたスミルノフと2度目の国際参戦となったクラップを外国人エースの2枚看板として、前年よりも10戦削減した全20戦で開催された。しかし、同シリーズ全日程終了の同日である11月28日に開幕した全日本プロレスの「'80世界最強タッグ決定リーグ戦」には、ブッチャー、ザ・シーク、ザ・ファンクス（テリー&ドリー・ファンク・ジュニア）、リッキー・スティムボート、ディック・スレーター、そしてかつての国際の主力外国人だったカマタ、ロビンソン、ボックウインクルが参戦。新日本プロレスも同時期に、アンドレ、シン、ハンセン、ホーガン、バックランド、特別参加のローデスなどの豪華外国人を招聘して「第1回MSGタッグ・リーグ戦」を開催しており、質と量の両面において、他団体との外国人選手の差は歴然としていた（新日本の「第1回MSGタッグ・リーグ戦」には、同年3月31日の4大タイトルマッチで木村を追い込んだパワーズと、前年まで国際プロレスの外国人エースの1人だったベーカーがタッグを組んで参加したが、白星配給チームとなって全敗のまま共に途中帰国しており、ベーカーは猪木とのシングルマッチでは3分足らずで惨敗している）。
「'80デビリッシュ・ファイト・シリーズ」の中継自体も1980年11月8日・12月6日・12月13日の3回にわたって特別番組による放送休止となり、さらには救世主として入団した大木も、同年11月8日開催の新潟県新井市民体育館大会（テレビ未収録）をもって、東京12チャンネルから契約解除されて退団（当初マスコミには負傷欠場と発表されており、退団後もポスターの修正処理を行わずにそのまま使用し、次期シリーズである「'81新春パイオニア・シリーズ」のポスターにも大木の写真が長期欠場中の草津共々掲載されていた）。これに伴い、大木の国際プロレス出場試合の放送は、新井大会の前週である同年11月1日に実況生中継された開幕戦の後楽園大会におけるザ・グレート・ムルンバ戦が最後となった。本シリーズでは、原がアメリカへ再度遠征するのに伴い、アメリカ大使館からの就労ビザ発給待ちのために全日程を欠場したことも相まって、大木退団2日後である同年11月10日に開催された高岡市民体育館大会（テレビ未収録）以降、マッチメイクがますます苦慮することになる。
「'80デビリッシュ・ファイト・シリーズ」の1980年12月放送分は、12月20日放送の和歌山県新宮市立総合体育館大会（11月22日開催、メインは木村VSスミルノフのIWA世界ヘビー級選手権）と12月27日放送の千葉公園体育館大会（11月27日開催、メインは浜口&井上VSプラタ&エル・ドーベルマンのIWA世界タッグ選手権）のみが、収録から1か月後かつ「'80世界最強タック決定リーグ戦」と「第1回MSGタッグ・リーグ戦」の優勝決定戦を放送した後に放送されるといった有様だった。原に対する就労ビザも、新宮大会の録画中継当日になってアメリカ大使館から降り、12月24日に渡米した。千葉大会の視聴率も4.5%にまで回復したが、その後は4%以上の視聴率を獲得する事はなかった。前述の放送時間変更前後は、選手不足や興行数の削減、観客数の減少、興行自体のキャンセル、視聴率のさらなる悪化に加え、前述のレギュラー放送におけるデスマッチ中継封印も相まって、国際プロレスは末期症状を呈することになった。1980年の放送は、放送休止が前年よりもさらに頻発したため、本番組の放送を開始した1974年とレギュラー放送の最終年となった1981年を除き、1975年に次いで2番目に少ない41週での放送となり、同時に重要な収入源だったテレビ放映権料も、1980年は前年よりも減少した。また、「'80ダイナマイト・シリーズ（第1次・第2次）」「'80デビリッシュ・ファイト・シリーズ」「'81新春パイオニア・シリーズ」の3シリーズにおける実況生中継や番組収録は、関東・東海・近畿地方で開催された大会のみで行われた。
「'80デビリッシュ・ファイト・シリーズ」全日程終了後の1980年12月13日に、新日本の「第1回MSGタッグ・リーグ戦」東京都体育館大会で行われた木村VS小林のIWA世界ヘビー級王座戦および浜口&寺西VS藤波&木村健吾も、本番組や『ワールドプロレスリング』（新日本の東京都体育館大会は12月19日に録画中継）では放送されることはなく、新日本との交流戦も「第1回MSGタッグ・リーグ戦」東京都体育館大会が最後となった。新日本との交流戦が終了した理由は、新日本への出場を拒否した選手が国際にいたことも一因とされる。東京プロレス時代から吉原に不信感を持っていた猪木は、「そんな団体は信用できない。潰れるものは潰れればいい」と新間寿に進言していたという。新日本プロレスは、同年12月にIWGP構想を提唱した。
1981年に入ると、同時期の後発2団体（IWGP構想を提唱した新日本プロレス、「ジャイアント馬場3000試合出場記念」としてAWA世界ヘビー級王者であるガニアを「'81新春ジャイアント・シリーズ」に、NWA世界ヘビー級王者であるレイスを「'81エキサイト・シリーズ」にそれぞれ招聘した全日本プロレス）に対抗する形で、起死回生の策として「第2次ダイナマイト・シリーズ」に来日したテーズから寄贈されたベルトを争奪する「ルー・テーズ杯争奪戦」を「'81新春パイオニア・シリーズ」と「'81スーパー・ファイト・シリーズ」の2シリーズで開催した。「'81新春パイオニア・シリーズ」ではテーズが来日し、同年1月10日から2月21日まで放送休止なしで放送したが、起死回生策とはなることはなく、東京12チャンネルは「'81新春パイオニア・シリーズ」放送期間中に、レギュラー放送を2月27日に全17戦の日程で開幕する「'81スーパー・ファイト・シリーズ」をもって打ち切ることを決定した。レギュラー放送終了の理由は、低視聴率の他にも、1981年は『戦国ナイター』の放送回数が前年よりも増加することによるものであった。レギュラー放送最後のシリーズとなった「'81スーパー・ファイト・シリーズ」は、開幕戦の横浜文化体育館大会と3月3日開催の第4戦愛知県体育館大会（2大会共「'79ダイナマイト・シリーズ」以来の開催）、3月21日開催の第14戦越谷市民体育館大会（越谷市民体育館は本番組が開始した1974年から1980年まで毎年テレビ中継を行っていた）の3大会はテレビ中継から外されることになった。
一方の新日本プロレスは、1981年1月9日に開幕する「'81新春黄金シリーズ」では、初来日が国際プロレスの「'73新春パイオニア・シリーズ」だったケン・パテラ、「'79スーパー・ファイト・シリーズ」まで国際に参戦していたサモアンズ、後に国際の最終シリーズとなった「'81ビッグ・サマー・シリーズ」に参戦することになるジ・エンフォーサーなどを招聘した他、シンが1月30日開催の島原市体育館大会から、ボビー・ダンカンが2月4日開催の大阪府立体育館大会から、それぞれ特別参加することになった。試合会場においても、1月20日開催の「'81新春パイオニア・シリーズ」大阪府立体育館大会当日に、南海高野線沿線における大阪府堺市金岡体育館大会を、「'81新春パイオニア・シリーズ」大阪大会の15日後である2月4日に大阪府立体育館大会をそれぞれ開催することになった。同年3月6日開幕の「'81WWFビッグ・ファイト・シリーズ第1弾」ではホーガンが前半戦、シンが後半戦に特別参加した他、メキシコのLLIからペロ・アグアヨら3選手を招聘した上でWWFライトヘビー級王座決定リーグ戦が開催された。試合会場においても、愛知県では「'81スーパー・ファイト・シリーズ」愛知県体育館大会の6日後である3月9日に同所での興行を開催した他、3月17日開催の「'81スーパー・ファイト・シリーズ」豊川大会の2日後である3月19日に、豊川市に隣接する豊橋市体育館大会を開催した。中国サーキットにおいても、「'81スーパー・ファイト・シリーズ」と同時期の開催となり、3月12日開催の「'81スーパー・ファイト・シリーズ」広島県府中市商工会議所大ホール大会の翌日である3月13日に、府中市に隣接する広島県福山市体育館大会が開催された。
「'81新春パイオニア・シリーズ」は、「'72ビッグ・ウインター・シリーズ」以来の来日となったホセ・アローヨも、自身の都合により1月7日開催の第3戦館山市民センター大会（1月17日に録画中継）からの参戦となった他、開催日程も全15戦となり、1月13日から18日まで6日間も休養日が設定され、同時期に開催された新日本プロレス「'81新春黄金シリーズ」（1月9日開幕で全19戦）や全日本プロレス「'81新春ジャイアント・シリーズ」（1月2日開幕で全17戦）よりも少ない日程となった。政令市に所在する大会場における番組収録は、1月24日放送の「'81新春パイオニア・シリーズ」第8戦大阪府立体育館大会の録画中継（1月20日開催、浜口&井上VSジョージ&ボブ・スウィータンのIWA世界タッグ選手権と「ルー・テーズ杯争奪戦」前期予選リーグの鶴見VSジ・インベーダー、木村VSレオ・ロペス、寺西VSアローヨを放送）が最後となり、都内以外の関東地方で行われた番組収録も、「'81新春パイオニア・シリーズ」の1月29日から31日まで行われた第13戦栃木県黒羽町民総合体育館大会（2月7日に録画中継、「ルー・テーズ杯争奪戦」敗者復活戦の木村VSインベーダーと井上&浜口&隼人VSジョージ&スウィータン&ロペスを放送）・第14戦常陸太田市民体育館大会（2月14日に録画中継、メインイベントは木村VSジョージのIWA世界ヘビー級選手権）・シリーズ最終戦大和市車体工業体育館大会（2月21日に録画中継、「ルー・テーズ杯争奪戦」敗者復活戦の木村VSスウィータンなどを放送）の3日連続収録が最後となった。大阪大会当日は、新日本も堺市金岡体育館において興行を開催した他（テレビ未収録）、2月4日に大阪府立体育館においても、猪木VSパテラのNWFヘビー級王座戦をメインイベントに興行を開催（2月13日に録画中継）して5800人の観客を動員したが、国際の1月20日の大阪大会での観客数は「'80ビッグ・サマー・シリーズ」と同じ3500人という不入りに終わった（同日の新日本堺大会の観客数は2300人）。シリーズ中は、メキシコ人への差別意識からロペスとスウィータン、インベーダーとの間で不和が生じ、大和大会終了後に外国人選手バスに同乗した流智美によれば、車中でロペスとスウィータンが乱闘寸前となったが、テーズの制止で回避されたという。その際テーズは「メキシカンを一人だけ呼ぶのは気の毒だ」と思ったという。1981年1月の視聴率も、3%台までに低下し、「'81新春パイオニア・シリーズ」大和大会の視聴率も、当日の裏番組である『8時だョ!全員集合』の47.6%に対して、本番組は『TWWAプロレス中継』時代も含め、初の2%台と大惨敗を喫してしまう。
「'81スーパー・ファイト・シリーズ」は、「'79デビリッシュ・ファイト・シリーズ」以来の四国サーキットを行った。本シリーズでは、国際プロレス初参戦となったレイ・キャンディを外国人選手のエース格とし、ルーク・グラハム、レッド・デビル、マイク・ボイエッティ、エローデス、エル・コバルデを招聘したが、来日が予定されていたキングコング・コジャック（マル・カーク・コジャック）が不参加となり、コジャックの代役外国人も招聘されなかった。生中継は1981年2月28日第2戦後楽園大会（「ルー・テーズ杯争奪戦」後期予選リーグの木村VSグラハムなどを放送）が最後となり、実況生中継当日の新聞のラテ欄には井上&浜口VSコジャック&キャンディと掲載されていたが、当日のカードは井上&浜口VSキャンディ&デビルに変更された。移動日を1日挟んだ3月2日に第3戦和歌山県立体育館大会（3月7日に録画中継でかつ近畿地方で行われた興行では最後の番組収録、「ルー・テーズ杯争奪戦」後期予選リーグの隼人VSコバルデと井上VSエローデスなどを放送）の番組収録を行い、翌3月3日の愛知県体育館大会では、新日本プロレスに興行戦争を仕掛けられ（新日本の愛知県体育館大会は3月9日に開催、国際・新日本ともテレビ未収録）、国際は木村VSグラハムの金網デスマッチで対抗するも、猪木VSホーガンと坂口征二VSドン・ムラコの北米ヘビー級選手権を組んだ新日本の前に観客動員などで惨敗してしまう。その後は3月12日に第9戦府中市商工会議所大ホール大会（3月14日に録画中継かつ中国地方で行われた興行では最後の番組収録、メインは浜口&井上VSエローデス&コバルデのIWA世界タッグ選手権）の番組収録を行ったが、「ルー・テーズ杯争奪戦」後期予選リーグの中継は、府中大会の録画中継の翌週である3月21日は特別番組放送のため放送休止となったことや、レギュラー放送最終収録かつ、東北地方で行われた興行では最後の番組収録となる3月24日開催の第16戦宮城県泉市民体育館大会では公式戦が組まれなかったため、府中大会における予選Aブロックの寺西VS鶴見と予選Bブロックの木村VSデビルが最後となった。さらに、府中大会の翌日である3月13日には、新日本プロレスが府中市に隣接する福山市体育館にて「'81WWFビッグ・ファイト・シリーズ第1弾」が開催され、新日本の福山大会は実況生中継された他（猪木VSムラコと上田VSキラー・カーンなどを放送）、3月17日に開催された国際の豊川大会（テレビ未収録）の2日後である3月19日には、新日本が豊川市に隣接する豊橋市体育館（テレビ未収録）で興行を行うなど、本シリーズでは、興行面や招聘外国人選手の質において、新日本プロレスと全日本プロレスの後塵を拝する格好となった。関東（東京23区は除く）・東海・近畿・中国地方の府県庁所在地における興行も、本シリーズにおける横浜大会・和歌山大会・名古屋大会・3月16日開催の第10戦鳥取市大会（テレビ未収録）が最後となった。そして同年3月28日放送の泉大会（木村VSキャンディのIWA世界ヘビー級選手権試合と浜口&寺西&隼人VSエローデス&コバルデ&鶴見を放送）の録画中継をもって6年半続いたレギュラー中継を終了したと同時に、『TWWAプロレス中継』時代から通算で12年9か月続いた国際プロレス中継のレギュラー放送は幕を下ろした。泉大会では、長期欠場中の草津がセミファイナルのゲスト解説を務めた。レギュラー放送終了時点における放映権料は、年間約9000万円であり、レギュラー放送末期における国際プロレスの興行は、興行の赤字を東京12チャンネルによる放映権料で補填する状態となっていた。
レギュラー放送の最終回となった泉大会当日にメインイベントのゲスト解説を務めた吉原は、試合開始前に全選手に対して訓示を行い、次期シリーズである「'81ビッグ・チャレンジ・シリーズ」以降の方針を話すなどして放送終了に伴う不安の払拭に努めたが、各選手の複雑な心境を払拭するには至らず、「'80デビリッシュ・ファイト・シリーズ」終了直後から国際の営業サイドに不信感を抱いていた鶴見は、当時記していた自身の日記で「マトが外れていると思う」と記し、国際プロレスが危機的状況へ向かっていることを窺わせた。同年3月26日付の東京スポーツにも泉大会の結果が掲載されたが、国際の存続危機といった書き方はされていなかった。
土曜20時台時代には、「第2次ダイナマイト・シリーズ」豊田大会で寺西VSドン・バス、同年11月11日開催の「'80デビリッシュ・ファイト・シリーズ」三重県四日市市体育館大会（11月15日に録画中継）で浜口VSクラップ、同シリーズ新宮大会で鶴見VSムルンバ、「'81スーパー・ファイト・シリーズ」府中大会で大位山VSボイエッティ、レギュラー放送最終回の泉大会で井上VSグラハムの金網デスマッチがそれぞれ行われたものの、5試合とも未放送となった。「'80デビリッシュ・ファイト・シリーズ」で行われたデスマッチは四日市大会と新宮大会のみで行われた。豊田大会は、愛知県で行われた番組収録では前述の「第6回IWAワールド・シリーズ」豊橋大会同様に、再度デスマッチが未収録となった他、新宮大会は、近畿地方で行われた大会では1973年7月9日開催の「'73ビッグ・サマー・シリーズ」大阪府立体育館大会（『TWWAプロレス中継』にて7月15日と8月12日に録画中継）以来、7年4か月ぶりに番組収録で行われた大会でデスマッチが行われたが未収録となった。また、宮城県で開催された興行における実況生中継や番組収録は前述の「'79ビッグ・サマー・シリーズ」仙台大会と涌谷大会、レギュラー放送最終回となった泉大会の計3回行われたが、泉大会は唯一デスマッチが未収録となった。
浜口は、泉大会の翌日である1981年3月25日開催の「'81スーパー・ファイト・シリーズ」最終戦岩手県陸前高田市民体育館大会（当日は「ルー・テーズ杯争奪戦」最後の公式戦となったルーク・グラハム戦）をもって、肝臓疾患のため戦線を離脱し、井上とのコンビで保持していたIWA世界タッグ王座を返上、草津共々長期欠場のまま国際プロレス崩壊を迎えることになる。大位山も「ルー・テーズ杯争奪戦」後期予選リーグAブロックの全日程終了当日である1981年3月19日開催の「'81スーパー・ファイト・シリーズ」第13戦和歌山県御坊市体育館大会（テレビ未収録）をもって再び引退し、鶴見との独立愚連隊も解散した。1981年3月には前年7月に全焼した道場の再建工事が開始され、次期シリーズである「'81ビッグ・チャレンジ・シリーズ」は、1981年1月に2度目の海外遠征へ出発した原が泉大会当日に凱旋帰国し、「まだ見ぬ強豪」として初来日が待望されていたエラリングとスティーブ・オルソノスキーの来日がそれぞれ決定しており、その矢先でのレギュラー放送終了となった。かつての『TWWAプロレス中継』の放映局であり、「'81新春パイオニア・シリーズ」から「'81スーパー・ファイト・シリーズ」までの放送期間中における、ほとんどの週で視聴率が40%台を記録したTBSの『8時だョ!全員集合』は、最終的に国際プロレス中継のレギュラー放送自体を打ち切りに追い込んだ格好となった。

### 特番枠へ再移行 - 国際プロレス中継終了
レギュラー放送が終了時点でも東京12チャンネル側は、1981年6月まで月1回のペースで特番枠にて国際プロレス中継を放送し、視聴率次第でレギュラー放送に復帰させることを考えていた。特番枠へ再移行後は『東京12チャンネル プロレスアワー』のタイトルで放送され、特番枠再移行後の初回放送として、1981年4月18日開催の「'81ビッグ・チャレンジ・シリーズ」開幕戦後楽園大会（原VSオルソノスキー、木村&井上VSエラリング&ラザン、寺西&隼人VSプラタ&ホセ・ルイス・メンディエタ）を、1981年5月3日の18:00 - 18:54に録画中継した。
しかし、レギュラー放送が終了した穴は大きく、国際プロレスの情報は、『TWWAプロレス中継』終了後の1974年3月から7月まで行われた「'74チャレンジ・シリーズ」「'74ダイナマイト・シリーズ」「'74ビッグ・サマー・シリーズ」の3シリーズ同様、完全にスポーツ紙やプロレス雑誌に頼らざるを得なくなった。特番枠再移行に伴い放映権料が大幅に減額され、さらに四国・九州サーキットは「'81ビッグ・チャレンジ・シリーズ」が最後となり、北海道・四国・九州の所在する道県庁所在地で行われた興行も、1981年4月21日開催の長崎国際体育館大会、同年4月24日開催の高松市民文化センター大会、同年5月4日開催の札幌中島スポーツセンター大会（エラリング&ラザンVS木村&井上によるIWA世界タッグ王座決定戦と寺西VSマイク・ミラーの金網デスマッチを開催）が最後となった他（いずれもテレビ未収録、高松大会は四国地方で最後の興行となった）、九州で行われた興行も、4月23日大分県日田市大会（テレビ未収録）が最後となった。特番枠へ再移行後の番組収録はわずか3大会にとどまるなど、同時期の後発2団体（IWGP構想に基づく「第4回MSGシリーズ」が開催され、初代タイガーマスクも人気を博していた新日本プロレス、本番組のレギュラー放送終了前日の1981年3月27日より「第9回チャンピオン・カーニバル」が開催され、大木が返上したインターナショナル・ヘビー級王座争奪トーナメントも行われていた全日本プロレス）との人気面や財政面の差はさらに広がっていた。なお、全日本プロレスの「第9回チャンピオン・カーニバル」には1980年の国際参戦をキャンセルしたブルックスとファリスも参加し、本番組のレギュラー放送終了当日の『全日本プロレス中継』では開幕戦の馬場VSブルックスが録画中継された。IWA世界タッグ王座自体はエラリング&ラザンが奪取し、5月13日開催の岩手県一関市文化体育館大会（テレビ未収録）で日本陣営では新コンビとなる井上VS原を退けて防衛したが、5月16日開催の後楽園大会（9月17日に録画中継）において金網デスマッチで行われたリターンマッチにおいて、井上&原が奪取した。
レギュラー放送終了直後には、『全日本女子プロレス中継』の放映局であったフジテレビとの間でも、レギュラー放送再開に関する交渉を開始した。吉原は1981年8月の開始を目指すとしていたが、フジテレビは、同時期に発生した全日本と新日本の選手引き抜き戦争（ブッチャーが新日本へ、シンが全日本へそれぞれ移籍）を受けて、「プロレスのイメージが悪い」として国際との交渉を打ち切った。
「'81ダイナマイト・シリーズ」では、新IWA世界タッグ王者となった井上&原がエースの木村と共に日本陣営を支え、「'80ビッグ・サマー・シリーズ」以来の参戦となったジョーが外国人エースを務めた。しかし、またしても参加外国人選手の来日中止が相次ぎ、新パートナーのカール・ファジーとのニュー・ブロンド・ボンバーズとして参戦が予定されていたラリー・レイザムが前年の「'80ビッグ・サマー・シリーズ」に続き再度のキャンセルとなる。MSWA地区から参戦が決定していたザ・ターク（オザーク・モルナー）は来日はしたものの、諸事情のため入国審査を通過できず強制送還された。代役のレスラーが招聘されることはなく、参加外国人選手は4人にとどまり、前年の全日本プロレス「第8回チャンピオン・カーニバル」で無得点全敗の白星配給係だったファジーがジョーに次ぐ副将格となった。後楽園ホールでの興行も6月6日開催（テレビ未収録、メインは木村VSファジー）が最後となったが、この最後の後楽園大会は観客が300人程度という壊滅的な動員数で終わった（主催者発表では1500人）。国際プロレスは初代タイガーマスク人気や前述の全日本と新日本の選手引き抜き戦争など、当時のプロレス界の話題から取り残される形となり、東京12チャンネルは1981年6月25日に開催された「'81ダイナマイト・シリーズ」最終戦静岡県清水市鈴与記念体育館大会をもって特番枠における番組収録も打ち切った。これにより、国際プロレスはテレビ中継とそれに伴う放映権料を完全に失うこととなった。
「'81ビッグ・サマー・シリーズ」は、半年前の新日本プロレス「'81新春黄金シリーズ」において坂口の北米ヘビー級王座に挑戦するも惨敗したエンフォーサーをエース格として、日程数を前年から8戦削減した東日本中心のサーキットとなり、さらには屋外会場を中心とする緊縮日程で行われることになった。「'81ダイナマイト・シリーズ」に参戦したジョーは当初は本シリーズに参戦予定ではなかったものの、急遽本シリーズに参戦することになった。「'81ビッグ・サマー・シリーズ」中に全日本プロレスは、ジョーに対してコンタクトを開始し、8月20日に開幕する「'81スーパー・アイドル・シリーズ」の参戦交渉を開始した。7月21日には前述の「'77ビッグ・チャレンジ・シリーズ」日野大会以来、東京都多摩地域での興行となった町田市町田商店街南台駐車場特設リング大会を開催した。北海道・東北サーキットにおいても、札幌中島スポーツセンターや帯広市総合体育館が所在する札幌市や帯広市などの北海道の支庁所在地並びに函館本線、室蘭本線、根室本線、宗谷本線の特急停車駅や急行停車駅が所在する市町村、八戸市や盛岡市など東北本線、常磐線の特急停車駅が所在する市町村の会場を押さえ、ブッチャー、マスクド・スーパースター、NWA世界ジュニアヘビー級王者のレス・ソントンなどが参戦し、7月31日からはローラン・ボックが特別参加した新日本プロレス「'81サマー・ファイト・シリーズ」、同様に前半に東北・北海道サーキットを組み、ロビンソン、スレーター、カマタ、ボビー・ヒーナンなどが招聘された他、開幕戦の埼玉県熊谷市民体育館大会（7月3日開催）に乱入したシンが翌4日から6日までの3戦に急遽参戦し、前年に国際プロレスを退団した大木も出場していた全日本プロレス「'81サマー・アクション・シリーズ」とは対照的に、東北地方で行われた興行は岩手県と宮城県で行われた3大会にとどまり、本州で行われた大会は8月4日開催の岩手県宮古市旧宮古ボウル特設リング大会が最後となった。北海道における興行も、8月6日に室蘭市体育館大会当日まで続いた北海道豪雨の影響があったものの、室蘭大会において最後のIWA世界ヘビー級王座戦である木村VSエンフォーサーを行った。翌8月7日には美唄市大会を、8月8日には根室市青少年センター大会（メインは最後のIWA世界タッグ王座戦となった井上&原VSジェリー・オーツ&テリー・ギッブスの金網タッグデスマッチ）を開催した。その後は、8月11日に留萌市大会、翌12日に函館市大会が予定されていたが、いずれも中止となった。そのため、1972年11月3日に開催された「'72ビッグ・ウインター・シリーズ」以来の開催となる羅臼町の羅臼小学校グラウンド大会を8月9日に急遽追加した。そして、シリーズ最終戦となった同大会を最後に、国際プロレスは活動を停止した。
活動停止直後に吉原は、新日本との交流直後から関係が悪化し、吉原を裏切者扱いとしていた馬場に対して「ウチの選手を預かってほしい」と依頼したが、馬場は吉原の提案を拒否した一方で、「'81ダイナマイト・シリーズ」と「'81ビッグ・サマー・シリーズ」に連続参戦していた常連外国人のジョーは全日本プロレスに移籍し、国際プロレスの活動停止から11日後の8月20日に開幕した全日本プロレス「'81スーパー・アイドル・シリーズ」に参戦。2団体での3シリーズ連続出場を果たした。1981年8月27日には国際プロレスと新日本プロレスよる共同記者会見が行われ、大阪、東京、福岡にて対抗戦を行うことを発表した。新日本嫌いであった井上はこの提案を拒否し、竹内宏介を通じて馬場との面談を取り付けることに成功した。井上は馬場に対して「私の他にも何人かお願いします」と話し、馬場は井上、米村天心、菅原、冬木の参戦を確約した。9月7日に、国際と新日本に国際プロレスとの共同記者会見が京王プラザホテルにて行われ、10月8日開催の新日本蔵前国技館大会において、猪木VS木村、藤波VS原、タイガーVS隼人、ハンセン&ホーガンVSスミルノフ&バッドニュース・アレン、長州力VS浜口、星野&剛VS寺西&鶴見戦を行うことを発表した。吉原は会見で「この全面対抗戦にすべてを賭ける。これに敗れれば発展的解消もあり得る」とコメントし、その後は全選手を新日本が引き取ってくれるだろうと考えていた。しかし、猪木が獲得しようとした選手は、木村、浜口、寺西の3選手のみであった。その一方、馬場は9月15日、井上、米村、菅原、冬木が10月2日に開幕する全日本プロレス「'81ジャイアント・シリーズ」にフリーとして参戦することを発表した。
国際プロレスの活動停止後も、放送は9月に2回行われたが、その際の放送枠はレギュラー放送時代のゴールデンタイムや「'81ビッグ・チャレンジ・シリーズ」開幕戦後楽園大会の夕方枠ではなく、当時ドラマ再放送枠だった木曜0:00 - 1:00枠の深夜枠となった。9月17日に「'81ビッグ・チャレンジ・シリーズ」最終戦後楽園大会（5月16日開催、木村VSオルソノスキーのIWA世界ヘビー級選手権と金網デスマッチで開催されたエラリング&ラザンvs井上&原のIWA世界タッグ選手権）を、翌週の24日に「'81ダイナマイト・シリーズ」最終戦清水大会（6月25日開催、井上&原VSジョー&ファジーのIWA世界タッグ選手権、木村VSティエラ・ビエント・イ・フエゴ、寺西&隼人VS鶴見&エル・クルセロ）をそれぞれ放送したと同時に、国際プロレス中継は完全に終了した。原とジョーは「'81ダイナマイト・シリーズ」清水大会当日、IWA世界タッグ選手権の他にもメインイベントにて金網デスマッチで対戦したが、原VSジョーの金網デスマッチは未放送となった。
木村と浜口は「'81ダイナマイト・シリーズ」清水大会の放送前日である9月23日の新日本プロレス田園コロシアム大会に現れ、そのまま寺西と共にはぐれ国際軍団を結成して新日本へ参戦した。一方で、新日本との対抗戦でのカードが発表されていた原、鶴見、隼人の3人は新日本参戦を拒否。原は当初は引退を考えていたが、最終的に全日本プロレスに参戦した。鶴見は西ドイツやカルガリー、隼人はメキシコやロサンゼルスなど、それぞれ海外に活路を求めた。草津は活動停止に伴い引退した。井上、米村、菅原、冬木は「'81ジャイアント・シリーズ」から全日本プロレスに参戦。高杉もメキシコへ活路を求めるなど、活動停止後の各選手の進路はこの時点で確定する形となった（鶴見、隼人、高杉も後に全日本へ参戦）。
ジョーが参戦した全日本プロレスの「'81スーパー・アイドル・シリーズ」は9月9日に全日程が終了したため、ジョーの『全日本プロレス中継』での初戦は、9月24日に放送された「'81ダイナマイト・シリーズ」清水大会の録画中継よりも先行することになった。同じく常連外国人であったスミルノフは、新日本の「'81闘魂シリーズ」および全日本の「'81ジャイアント・シリーズ」への出場が両団体から発表されていたが、最終的に全日本に参戦した。国際プロレスは、最後の録画中継が放送された翌週の1981年9月30日、正式に解散を発表した。

### 国際プロレス中継終了後
東京12チャンネルは国際プロレス崩壊の翌日である1981年10月1日にテレビ東京へ社名変更した。1984年10月に『世界のプロレス』が放送開始したことで、テレビ東京におけるプロレス中継が3年ぶりに復活し、本番組を手掛けていた白石剛達テレビ東京スポーツ局長は『世界のプロレス』も手掛け、メイン実況を担当した杉浦滋男と解説を担当した門馬忠雄は『世界のプロレス』の実況および解説も担当した。『世界のプロレス』には、東京12チャンネル時代の国際プロレスの外国人エースだったスミルノフやストンパーのAWAでの試合も放送され、「'81ビッグ・チャレンジ・シリーズ」に来日したエラリングもロード・ウォリアーズのマネージャーとして度々登場した。
「'80スーパー・ファイト・シリーズ」をもって番組を勇退した田中元和元ディレクターは後に、「本番組のディレクターを辞めて正解だった。番組終了までディレクターを務めていたら大変なことになっていた」「国際プロレスに資金が入らなくなると、吉原功は私のせいにし、吉原の元に人事異動の挨拶にも行かず、本番組勇退後は吉原が飲みに誘っても断った」「国際プロレスと東京12チャンネルとの板挟みで苦しい思いをした」「国際プロレスが最後まで存続出来たのは若松市政のおかげだ」などと懐述している。マッハ隼人も後に「ディレクターは良い人だった。その一方で、他の選手や吉原は本番組のディレクターを散々いびり散らし、それが理解不可能だった」と懐述している。
流智美は、後に国際プロレス崩壊の要因として「外国人レスラー招聘による経費の圧迫」を一番の理由に挙げた。さらに流は「経営規模からすれば、たくさんの外国人選手を招聘しなくてもよかったのではないか」「新日本プロレスや全日本プロレスに負けじと外国人選手を招聘した結果、国際プロレスの借金が嵩んでいった」などと指摘した。
営業部に所属し、国際プロレス崩壊後は全日本プロレスに入社した根本武彦は後に「国際は企業努力が足りず、いろいろな面で甘い面があった」「全日本はチケットが物凄く売れ、全日本はメジャーだと実感した」「国際在籍時はぬるま湯に漬かっていた状態だった」と懐述している。

## 実況スタッフ

### 解説

#### プロレスアワー
- 田鶴浜弘
- 桜井康雄（東京スポーツ）
- 山田隆（東京スポーツ）

#### 国際プロレスアワー
- 門馬忠雄（東京スポーツ）
- 芳の里淳三
- 菊池孝
- 竹内宏介（ゴング）
- 小島貞二（女子部のみ解説）

### 実況
- 杉浦滋男
- 磯辺建臣

## 制作スタッフ
- プロデューサー - 村山光一（「'80スーパー・ファイト・シリーズ」まで）、武居征生（「'80ビッグ・チャレンジ・シリーズ」以降、後のプロント〈現：テレビ東京ダイレクト〉社長）
- 担当（ディレクター） - 田中元和（「'80スーパー・ファイト・シリーズ」後楽園大会まで）、向井正男、和知道章（後のテクノマックス常務取締役）、山口真名（「'80ビッグ・チャレンジ・シリーズ」以降、後のテレビ東京ダイレクト社長）
- 技術 - 水上清晴、渡辺進（東京12チャンネル単独制作の大会のみクレジット）
- 制作協力 - クロステレビ、放送企業（大会によって担当制作会社が異なっていた。制作協力がノンクレジットの大会は東京12チャンネル単独制作）
- 制作著作 - 東京12チャンネル

## ネット局
系列は当時の系列。
| 放送対象地域 | 放送局           | 系列                          | 備考                                                         |
| ------------ | ---------------- | ----------------------------- | ------------------------------------------------------------ |
| 関東広域圏   | 東京12チャンネル | 独立局                        | 製作局 現:テレビ東京                                         |
| 北海道       | 北海道放送       | TBS系列                       | [ 199 ]                                                      |
| 秋田県       | 秋田テレビ       | フジテレビ系列                | 月曜23:55から放送、1979年4月2日放送終了（IWAタッグ戦を放送） |
| 山形県       | 山形テレビ       | フジテレビ系列                |                                                              |
| 静岡県       | テレビ静岡       | フジテレビ系列                | 1978年7月から1980年9月まで                                   |
| 岐阜県       | 岐阜放送         | 独立局                        | [ 202 ]                                                      |
| 三重県       | 三重テレビ       | 独立局                        | [ 203 ]                                                      |
| 滋賀県       | びわ湖放送       | 独立局                        |                                                              |
| 京都府       | 近畿放送         | 独立局                        | 現：京都放送 1975年3月打ち切り、後に再開                     |
| 兵庫県       | サンテレビ       | 独立局                        | 1975年3月打ち切り、1978年10月再開                            |
| 奈良県       | 奈良テレビ       | 独立局                        |                                                              |
| 和歌山県     | テレビ和歌山     | 独立局                        |                                                              |
| 岡山県       | 山陽放送         | TBS系列                       | 現:RSK山陽放送 当時の放送対象地域は岡山県のみ                |
| 福岡県       | テレビ西日本     | フジテレビ系列                | 1976年4月から1980年3月まで                                   |
| 長崎県       | テレビ長崎       | フジテレビ系列 日本テレビ系列 |                                                              |

## テーマ曲

### オープニングテーマ
『国際プロレスアワー』のオープニングテーマ曲は基本的に東京12チャンネルのスポーツテーマ曲である「パープルページェントマーチ」を使用していたが、大会によっては他の曲も使用された。
- 「パープルページェントマーチ」 - 基本オープニングテーマ曲
- マハヴィシュヌ・オーケストラ「One Word」- 主に金網デスマッチが行われる大会で不定期で使用（1979年頃のジプシー・ジョーの入場テーマ曲、前半部6分をカットして使用）
- ラロ・シフリン「お尋ね者のテーマ」- 『'78ビッグ・チャレンジ・シリーズ』後楽園大会で使用[207]
- ローズ・ロイス「Righteous Rhythm」 - 『'78スーパー・ファイト・シリーズ』岡山大会で使用
- ヴィレッジ・ピープル「Macho Man」 - 『日本リーグ争覇戦』で使用
- ミノタウロス「阿修羅」 - 阿修羅・原デビュー後に不定期で使用（原の入場テーマ曲）
- ニーノ・ロータ「TITOLI-RITORNO DALL'ELBA」 - 『'80新春パイオニア・シリーズ』秩父大会で使用（キラー・カール・クラップの入場テーマ曲）
- ジェフ・ベック「Led Boots」 - 『'80スーパー・ファイト・シリーズ』鹿児島大会で使用（モンゴリアン・ストンパーの入場テーマ曲）
- コージー・パウエル「COSMIC HIGHWAY」[208] - 大木金太郎入団後に不定期で使用（大木の入場テーマ曲）
- ラロ・シフリン「燃えろ!キングコング」[209] - 1980年に不定期でオープニングテーマに使用された他、『'81スーパー・ファイト・シリーズ』の予告でも使用（ディック・ザ・ブルーザーの『'80スーパー・ファイト・シリーズ』における入場テーマ曲）
- メイナード・ファーガソン「ROCKY II DISCO」 - 1980年『第2次ダイナマイト・シリーズ』近江八幡大会で使用
- ラロ・シフリン「Turning Point」- 1980年『第2次ダイナマイト・シリーズ』越谷大会で使用（当日行われたラッシャー木村VSロン・バスのIWA世界ヘビー級王座戦におけるロンの入場テーマ曲）
- グランド・ファンク・レイルロード「Shinin' On」 - 『'81新春パイオニア・シリーズ』で使用（マイク・ジョージの入場テーマ曲）[210]
- メイナード・ファーガソン「スター・トレックのテーマ」 - 『'81スーパー・ファイト・シリーズ』後楽園大会で使用[211]

### その他
- ファニー・スタッフ「ディスコ・スペース・インベーダー」 - 『'79ビッグ・サマー・シリーズ』の予告で使用（冒頭のスペースインベーダーの電子音のみ使用）
- ニーノ・ロータ「脱出」 - 『'79ダイナマイト・シリーズ』の予告で使用（ルー・テーズの『'79ダイナマイト・シリーズ』における入場テーマ曲）

## DVD・カセットテープ
本番組で放送された一部の試合は、ポニーキャニオンとクエストによってDVD化がなされている。
- 『不滅の国際プロレス』 - 2007年3月にポニーキャニオンより発売。
- 『国際プロレス クロニクル』上巻 - 2010年8月にクエストより発売。
- 『国際プロレス クロニクル』上巻 - 2011年3月にクエストより発売。

日本スポーツ出版社から発売されていた『日本スポーツ出版カセット文庫 国際プロレス実況中継』には、前述の『'76勇猛シリーズ』後楽園大会で行われたラッシャー木村VSジプシー・ジョーの金網デスマッチ（実況：杉浦滋男）などの実況音声が収録されている。
なお、『ワールドプロレスリング』『全日本プロレス中継』とは異なり、テレビ東京系列のCS放送によるアーカイブ放送は実施していない他、『TWWAプロレス中継』共々「Paravi」での配信は実施していない。

## 備考
- 『国際プロレスアワー』で使用された番組ロゴは、1977年の「'77新春パイオニア・シリーズ」から国際プロレスのパンフレットにも採用された。
- オープニングタイトルは、月曜20時台時代は最初に「国際プロレス」のロゴがズームされ、次に「アワー」の文字がズームされる物であったが、土曜20時台時代は複数の番組タイトルロゴが反時計回りに回転し、最後に一つの番組タイトルロゴにまとめられる物であった。
- 関東地方で行われた興行のポスターには、「東京12チャンネル 毎週月曜日よる8:00-9:00放映」（1980年10月の放送時間変更後は「国際プロレスアワー毎週土曜日 東京12ch夜8:00放映」に変更）と記載されていた[214]。
- 実況を担当していた杉浦滋男は、キラー・トーア・カマタ、マッドドッグ・バション、オックス・ベーカー、上田馬之助などの悪役レスラーに襲撃されることが多かったため、大会によっては放送席を金網で取り囲んだこともあった[215][216]。
- 実況は、同一大会にて杉浦滋男と磯辺建臣との2人体制となった場合は、杉浦がメインイベントを、磯辺はセミファイナル以前の実況を担当していた。杉浦と磯辺双方の業務シフトの都合によっては、単独で実況を行っていた大会もあった（磯辺が単独実況を行っていた場合は、通常杉浦が行っているメインイベントの実況も担当していた）。
- 『国際プロレスアワー』は、リングサイドの間近にもテレビカメラを設置することで、アリーナ後方部にしかテレビカメラを設置しなかった『TWWAプロレス中継』よりもカメラワークが改善された。リングサイドからの撮影に関しては実況生中継、録画中継問わず、当初はアリーナ後方部同様に据置式テレビカメラをリングサイド（主に実況席の真横）に設置して撮影していたが[49][217]、後にハンディカメラが導入された。
- 大会によっては、取材したマスコミが本番組のスタッフのみであったり、マスコミが全く来なかった大会もあった。そのため、飯橋一敏リングアナウンサーが東京スポーツ、デイリースポーツ、共同通信社に対し、電話で試合結果を伝えていた[218]。
- 1974年の開始から1981年の終了まで毎年テレビ中継を行っていた会場は後楽園ホールのみだった。実況生中継に関しては、年1〜4回程度しか行われず、1978年は1回も行われなかった。実況生中継はほとんどが後楽園ホールで行われ、後楽園ホール以外の会場で実況生中継を行ったのは前述の「'74スーパー・ワイド・シリーズ」日大講堂大会、「'79ビッグ・サマー・シリーズ」仙台大会、「第2次ダイナマイト・シリーズ」近江八幡大会の3大会のみであった。また、本番組の放送日（1980年9月までは月曜、同年10月以降は土曜）にもかかわらず、収録済みの大会を放送し、放送日当日は他の大会の番組収録を行うケースも少なくなかった。
- 録画中継で行われた大会では、「'80新春パイオニア・シリーズ」後楽園大会や「'80ビッグ・サマー・シリーズ」大越大会のように、一部の外国人選手が収録直前に来日中止となったにも関わらず、来日中止となった外国人選手の名前を放送当日の新聞のラテ欄にそのまま掲載したケースもあった[80]。
- 90分特番で放送された「'77新春パイオニア・シリーズ」後楽園大会に関しては直前番組の『バトルホーク』は30分繰り上げて放送した他、特別番組やプロボクシング中継に伴う放送休止に関しては、月曜20時台時代は『対決!スーパーカークイズ』→『対決!チャレンジクイズ』や『ぼくら野球探偵団』などと、土曜20時台時代は『まんがことわざ事典』と、それぞれ本番組の直前番組とセットで休止としたケースもあったが、『対決!チャレンジクイズ』が終了した1979年4月以降は、直前番組（『くじらのホセフィーナ』や『森の陽気な小人たちベルフィーとリルビット』など）を通常放送とした上で、本番組のみを休止とした場合があった。『国際プロレスアワー』は、前述の通り放送休止が頻発していたため、放送回数も前身番組である『TWWAプロレス中継』よりも少ない286回の放送となった（『TWWAプロレス中継』は317回）。
- 東京12チャンネルは1978年12月25日から音声多重放送を開始したが（当日は「日本リーグ争覇戦」総集編、11月30日開催の「日本リーグ争覇戦」千葉公園体育館大会の録画中継の3週目〈グレート草津&寺西勇VSミスター・サクラダ&ロッキー羽田〉[219]、原進の海外遠征特集を放送）、『国際プロレスアワー』では、ステレオ放送を実施していた『全日本プロレス中継』とは異なり、ステレオ放送は最後まで実施されなかった（『ワールドプロレスリング』におけるステレオ放送は国際プロレス崩壊後に開始）。
- 前述の全日本プロレスとの対抗戦の中継では、ジャンボ鶴田や天龍源一郎、極道コンビ（グレート小鹿&大熊元司）が出場した試合は放送されたが、ジャイアント馬場が出場した試合は、特別参戦した「'72ビッグ・ウインター・シリーズ」同様、日本テレビとの個人契約の関係上放送されなかった[47]。
- 本番組が放送されていた当時の国際プロレスのリング横幕は、当初は『TWWAプロレス中継』後期の物がそのまま使用されていたが、中期は東京12チャンネルの局名のみ、後期は「東京12チャンネル 国際プロレス」とリングスポンサーであった富国石油（レギュラー中継時代には富国石油の上に「大躍進!日本プロレス界のリーダーシップ」と書かれていたが、特番枠再移行と同時にその記述は外された）の横幕がそれぞれ使用された。『国際プロレスアワー』は1981年6月に番組収録が打ち切られたが、国際プロレス最後のシリーズとなった「'81ビッグ・サマー・シリーズ」でも特番枠時代の横幕が、そのまま使用された[220]。
- 生中継や番組収録が行われた大会は、北海道、東北地方各県、関東地方各都県、甲信越地方各県、東海地方各県、富山県、滋賀県、京都府、大阪府、和歌山県、兵庫県、岡山県、広島県、福岡県、大分県、鹿児島県で行われた試合であった。
後楽園ホール、日大講堂、蔵前国技館、足立区体育館、池袋スケートセンター以外における東京23区内で行われた試合の中継は、大田区体育館における興行は2回行われたが、放送されたのは1975年8月25日放送の「'75ビッグ・サマー・シリーズ」（7月28日開催、メインは木村VSクインのIWA世界ヘビー級王座戦）のみで、「'78新春パイオニア・シリーズ」は前述の通りテレビ中継から外された他、1979年3月29日開催の「'79スーパー・ファイト・シリーズ」東京マリン大会はテレビ中継から外されるなど[150]、大半を後楽園ホールで行っていた。後楽園ホールにおける興行に関しては、録画中継となった場合は、月曜20時台時代は放送日前日である日曜に開催することが多く、火 - 土曜日に興行が組まれることは稀であった他（月曜日に興行が組まれた場合は実況生中継で放送していた）、日曜に開催された場合は、当時の後楽園ホールの使用規則で認められていた13:00試合開始とすることもあった（現在の後楽園ホールの使用規則では、昼の部でプロレス興行を行った場合、15:00までに撤収を完了しなければならないため、11:30もしくは12:00試合開始となっている）[52]。土曜20時台時代における後楽園ホールにおける興行は、1980年11月1日開催の「'80デビリッシュ・ファイト・シリーズ」と1981年2月28日開催の「'81スーパー・ファイト・シリーズ」は実況生中継で放送したが、1981年1月4日開催の「'81新春パイオニア・シリーズ」のみ、1月10日に録画中継された。
都内を除く大会場で行われた大会の収録は、横浜文化体育館では1981年（1974年・1976年・1980年は興行自体がなかった）以外、大阪府立体育館では1975年と1976年（1979年は興行自体がなかった）以外、札幌中島スポーツセンターでは1975年・1976年・1981年（1979年は興行自体がなかった）以外にそれぞれ収録が行われた一方で、九電記念体育館は1979年1月8日放送（1月6日開催）、宮城県スポーツセンターは1979年7月9日開催で実況生中継、愛知県体育館は1979年9月17日放送（9月13日開催）のそれぞれ1回のみに留まった。愛知県は、名古屋市で行われた大会における番組収録は前述の「'79ダイナマイト・シリーズ」のみで、他は豊橋市や豊田市などの都市で収録を行っていた他、神奈川県で行われた大会は、大半を大和市車体工業体育館で行われた試合を収録していた。一方で神戸市と北九州市で行われた興行は、当時所在していた政令指定都市で行われた興行で生中継や番組収録が行われなかった（神戸市は1975年9月15日開催の「'75ビッグ・ゴールデン・シリーズ」神戸大会〈テレビ未収録〉をもって、北九州市は1980年11月19日開催の「'80デビリッシュ・ファイト・シリーズ」西日本総合展示場大会〈テレビ未収録〉をもってそれぞれ撤退した他、1980年4月に政令指定都市となった広島市における興行は、政令指定都市になる前の1979年1月16日に開催された「'79新春パイオニア・シリーズ」広島県立体育館大会〈テレビ未収録〉をもって撤退していた）[221]。
越谷市民体育館で行われた興行における番組収録は、1979年11月3日開催の「'79デビリッシュ・ファイト・シリーズ」と1981年3月21日開催の「'81スーパー・ファイト・シリーズ」以外、1974年から1980年まで、「'74スーパー・ワイド・シリーズ」から1980年「第2次ダイナマイト・シリーズ」までの、すべての興行で行われた。
『TWWAプロレス中継』時代に中継を行わなかった府県の内、青森県は東北地方で行われた実況生中継や番組収録では最も多い4回（前述の黒石大会、弘前大会、八戸大会）行われた他、和歌山県は近畿地方で行われた実況生中継や番組収録では大阪府に次ぐ4回（前述の和歌山大会、新宮大会、「'81新春パイオニア・シリーズ」白浜町白浜会館大会（1981年1月21日開催で1月31日に録画中継））行われた。富山県で3回行われた番組収録（前述の「'78ダイナマイト・シリーズ」高岡大会と「'79ビッグ・チャレンジ・シリーズ」富山大会・高岡大会）は、唯一北陸地方で行われた興行における実況中継となってしまった。
関東地方以外の本州で行われた大会では、前述の近江八幡大会や四日市大会、京都大会、八鹿大会、「日本リーグ争覇戦」山形県鶴岡市体育館大会（1978年11月28日開催、12月4日と12月11日に録画中継）などのように、生中継や番組収録が行われた大会が1回のみだった府県もあった他、北海道で行われた大会における番組収録は6回（前述の札幌大会、中川大会、木古内大会、千歳大会）行われた。福岡・大分・鹿児島の九州3県で行われた大会における番組収録は、福岡・大分両県が「'79新春パイオニア・シリーズ」における各1回（福岡県は前述の福岡大会のみ、大分県は前述の大分大会のみ）と鹿児島県が2回（前述の鹿屋大会と「'80スーパー・ファイト・シリーズ」鹿児島大会）の計4回に、中国地方で行われた大会における番組収録は岡山県が3回（前述の岡山大会と津山大会）と広島県が1回（前述の府中大会）の計4回にそれぞれ留まるなど、生中継や番組収録が行われた大会はは近畿地方以東に傾斜していた。
- 本番組末期における国際プロレスのサーキットは、3～7日連続で興行が行われなかったシリーズが多かった。特に九州サーキットに関しては、本州～九州間の往復に神戸港発着のフェリーを利用するケースも少なくなく（片道陸路・片道フェリー利用とした九州サーキットは「'80デビリッシュ・ファイト・シリーズ」が最後となった）、シリーズによっては「'80新春パイオニア・シリーズ」のように九州・山口サーキットとして開催していた事もあった他、「'81新春パイオニア・シリーズ」のように中国地方・近畿地方・東海地方で興行を行わずに九州からフェリーと高速道路でいったん東京へ戻り、西日本の巡業先までバスで移動したケースもあった[166]。なお、レギュラー放送最終シリーズとなった「'81スーパー・ファイト・シリーズ」は、1981年3月9日に大分県臼杵市大会の翌日に四国行きのフェリーに乗船し、3月10日に愛媛県今治市大会（臼杵大会・今治大会ともテレビ未収録）開催後にフェリーで本州へ戻っている。
- 一方で石川県、福井県、奈良県、鳥取県、島根県、山口県、四国各県、佐賀県、長崎県、熊本県、宮崎県、沖縄県で行われた試合の生中継や番組収録は本番組では一度も行われず、中でも石川・奈良・島根・高知・熊本・沖縄（この6県は『TWWAプロレス中継』放送当時にTBS系列局が所在していた）・福井・香川・徳島・愛媛（この4県は『TWWAプロレス中継』放送当時にTBS系列局が所在しなかった）の10県で行われた試合は、国際プロレスのレギュラー中継が放送されていた12年9か月の間、一度も生中継や番組収録が行われることはなかった[221]。